# Fungi
En biología, los hongos (nombre científico: Fungi; plural latino de fungus, lit. «hongos») conforman un taxón o grupo de organismos eucarióticos entre los que se encuentran los mohos, las levaduras y los organismos productores de setas. 
Están clasificados en un reino distinto al de las plantas, animales, protozoos y cromistas. Se distinguen de las plantas en que son heterótrofos; y de los animales en que poseen paredes celulares, como las plantas, compuestas por quitina, en vez de celulosa. Es el reino de la naturaleza más cercano filogenéticamente a los animales (Animalia) ya que ambos son los eucariotas opistocontos más evolucionados. Sus adjetivos son: «fúngico» y «fungoso».
Se ha descubierto que organismos que parecían hongos en realidad no lo eran, y que organismos que no lo parecían en realidad sí lo eran, si llamamos "hongo" a todos los organismos derivados del que ancestralmente adquirió la capacidad de formar una pared celular de quitina y debido a ello, si bien este taxón está bien delimitado desde el punto de vista evolutivo, aún se están estudiando las relaciones filogenéticas de los grupos menos conocidos, y su lista de subtaxones ha cambiado mucho con el tiempo en lo que respecta a grupos muy derivados o muy basales.
Los hongos se encuentran en hábitats muy diversos: pueden ser pirófilos (Pholiota carbonaria) o coprófilos (Psilocybe coprophila). Según su ecología, se pueden clasificar en cuatro grupos: saprofitos, liquenizados, micorrizógenos y parásitos. Los hongos saprofitos pueden ser sustrato específicos: Marasmius buxi o no específicos: Mycena pura. Los simbiontes pueden ser: hongos liquenizados basidiolíquenes: Omphalina ericetorum  y ascolíquenes: Cladonia coccifera y hongos micorrízicos: específicos: Lactarius torminosus (solo micorriza con abedules) y no específicos: Hebeloma mesophaeum.
En la mayoría de los casos, sus representantes son poco conspicuos debido a su diminuto tamaño; suelen vivir en suelos y juntos a materiales en descomposición y como simbiontes de plantas, animales u otros hongos. Cuando fructifican, no obstante, producen esporocarpos llamativos (las setas son un ejemplo de ello). Realizan una digestión externa de sus alimentos, secretando enzimas, y que absorben luego las moléculas disueltas resultantes de la digestión. A esta forma de alimentación se le llama osmotrofia, la cual es similar a la que se da en las plantas, pero, a diferencia de aquellas, los nutrientes que toman son orgánicos. Los hongos son los descomponedores primarios de la materia muerta de plantas y de animales en muchos ecosistemas, y como tales poseen un papel ecológico muy relevante en los ciclos biogeoquímicos.
Los hongos tienen una gran importancia económica: las levaduras son las responsables de la fermentación de la cerveza y el pan, y se da la recolección y el cultivo de setas como las trufas. Desde 1940 se han empleado para producir industrialmente antibióticos, así como enzimas (especialmente proteasas). Algunas especies son agentes de biocontrol de plagas. Otras producen micotoxinas, compuestos bioactivos (como los alcaloides) que son nocivos para seres humanos y otros animales. Las enfermedades fúngicas afectan a humanos, otros animales y plantas; en estas últimas, afecta a la seguridad alimentaria y al rendimiento de los cultivos.
Los hongos se presentan bajo dos formas principales: hongos filamentosos (antiguamente llamados "mohos") y hongos levaduriformes. El cuerpo de un hongo filamentoso tiene dos porciones, una reproductiva y otra vegetativa. La parte vegetativa, que es haploide y generalmente no presenta coloración, está compuesta por filamentos llamados hifas (microscópicas ordinariamente); un conjunto de hifas conforma el micelio (visible habitualmente). A menudo las hifas están divididas por tabiques llamados septos.
Los hongos levaduriformes —o simplemente levaduras— son siempre unicelulares, de forma casi esférica. No existe en ellos una distinción entre cuerpo vegetativo y reproductivo.
Dentro del esquema de los cinco reinos de Wittaker y Margulis, los hongos pertenecen en parte al reino protista (los hongos ameboides y los hongos con zoosporas) y al reino Fungi (el resto). En el esquema de ocho reinos de Cavalier-Smith pertenecen en parte al reino Protozoa (los hongos ameboides), al reino Chromista (los Pseudofungi) y al reino Fungi todos los demás. La diversidad de taxones englobada en el grupo está poco estudiada; se estima que existen unas 1,5 millones de especies, de las cuales apenas el 5 % han sido clasificadas. Durante los siglos XVIII y XIX, Carlos Linneo, Christiaan Hendrik Persoon, y Elias Magnus Fries clasificaron a los hongos de acuerdo a su morfología o fisiología. Actualmente, las técnicas de biología molecular han permitido el establecimiento de una taxonomía molecular basada en secuencias de ácido desoxirribonucleico (ADN) y ácido ribonucleico (ARN) que divide al reino en un determinado número de divisiones.
La especialidad de la biología que se ocupa de los hongos se llama micología, donde se emplea el sufijo -mycota para las divisiones y -mycetes para las clases.

## Etimología
El término «fungi» es el plural de la palabra latina fungus, empleado ya por el poeta Horacio y el naturalista Plinio el Viejo para nombrar a sus cuerpos fructíferos, que en español dio origen a la palabra «hongo» así como a la palabra fungus en inglés. En cambio, en otros idiomas la raíz es el vocablo de griego antiguo σφογγος (esponja), que hace referencia a las estructuras macroscópicas de mohos y setas; de esta han derivado los términos alemanes Schwamm (esponja), Schimmel (moho), el francés champignon y a través de este último el español «champiñón». La disciplina que estudia los hongos, la micología, deriva del griego mykes/μύκης (hongo) y logos/λόγος (tratado, estudio, ciencia); se cree que fue creada por el naturalista inglés Miles Joseph Berkeley en su publicación de 1836 The English Flora of Sir James Edward Smith, Vol. 5.

## Características

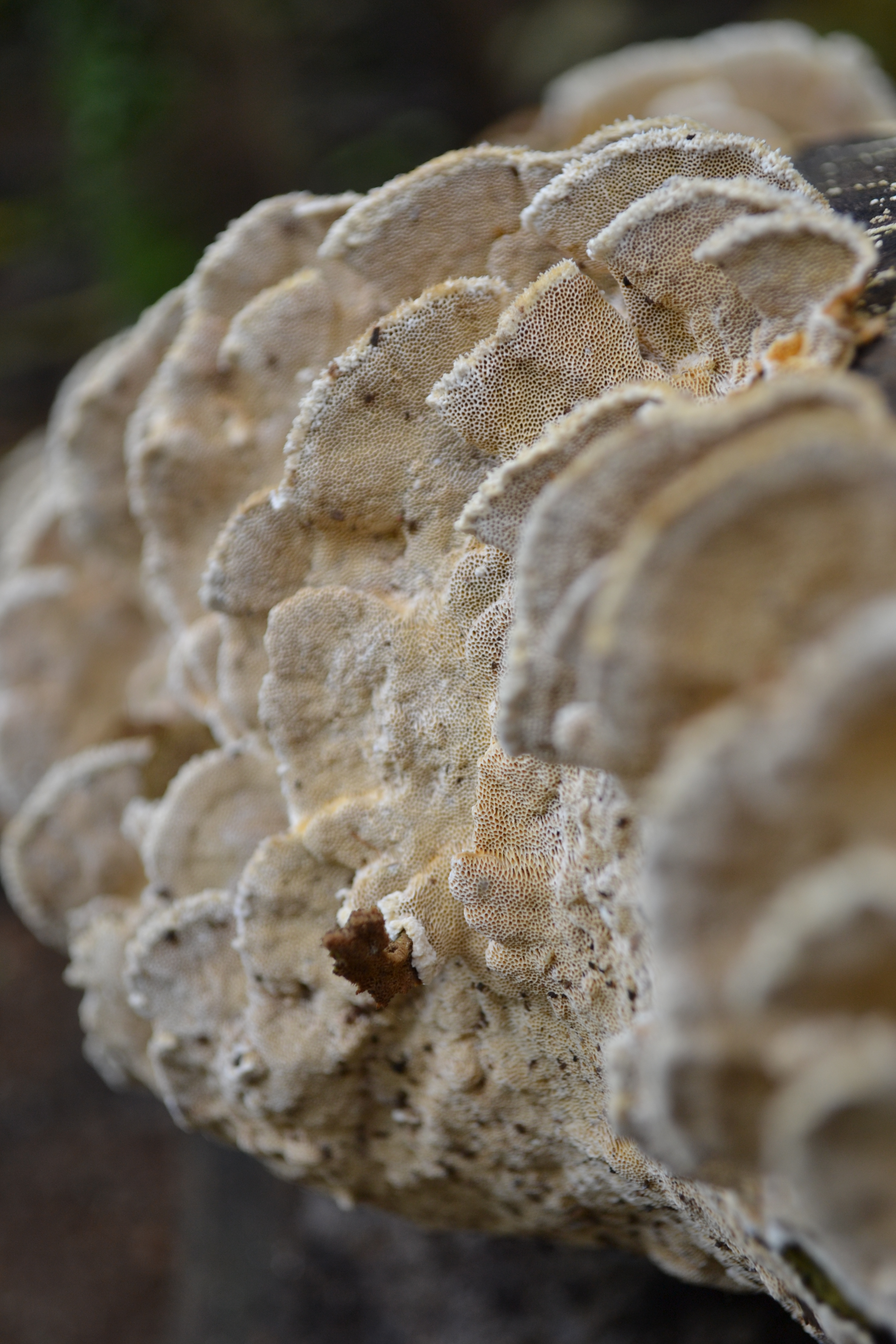
Vista de un hongo Coniophora también conocido como "hongo oreja" pudriendo un tronco de madera.

Antes del desarrollo de los análisis moleculares de ARN y su aplicación en la dilucidación de la filogenia del grupo, los taxónomos clasificaban a los hongos en el grupo de las plantas debido a la semejanza entre sus formas de vida (fundamentalmente, la ausencia de locomoción y una morfología semejante). Como ellas, los hongos crecen en el suelo y el moho (que es un tipo de hongo) en los árboles, además, en el caso de las setas, forman cuerpos fructíferos que en algunos casos guardan parecido con ejemplares de plantas, como los musgos. No obstante, los estudios filogenéticos indicaron que forman parte de un reino separado del de los animales y plantas, de los cuales se separó hace aproximadamente mil millones de años.
Algunas de las características morfológicas, bioquímicas y genéticas de los hongos son comunes a otros organismos; no obstante, otras son exclusivas, lo que permite su separación de otros seres vivos.
Como otros eucariotas, los hongos poseen células delimitadas por una membrana plasmática rica en esteroles y que contienen un núcleo que alberga el material genético en forma de cromosomas. Este material genético contiene genes y otros elementos codificantes así como elementos no codificantes, como los intrones. Poseen orgánulos celulares, como las mitocondrias y los ribosomas de tipo 80S. Como compuestos de reserva y glúcidos solubles poseen polialcoholes (p.e. el manitol), disacáridos (como la trehalosa) y polisacáridos (como el glucógeno, que, además, se encuentra presente en animales). Al igual que los animales, los hongos carecen de cloroplastos. Esto se debe a su carácter heterotrófico, que exige que obtengan como fuente de carbono, energía y poder reductor compuestos orgánicos.
A semejanza de las plantas, los hongos poseen pared celular y vacuolas. Se reproducen de forma sexual y asexual, y, como los helechos y musgos, producen esporas. Debido a su ciclo vital, poseen núcleos haploides habitualmente, al igual que los musgos y las algas.
Los hongos guardan parecido con euglenoides y bacterias. Todos ellos producen el aminoácido L-lisina mediante la vía de biosíntesis del ácido alfa-aminoadípico.

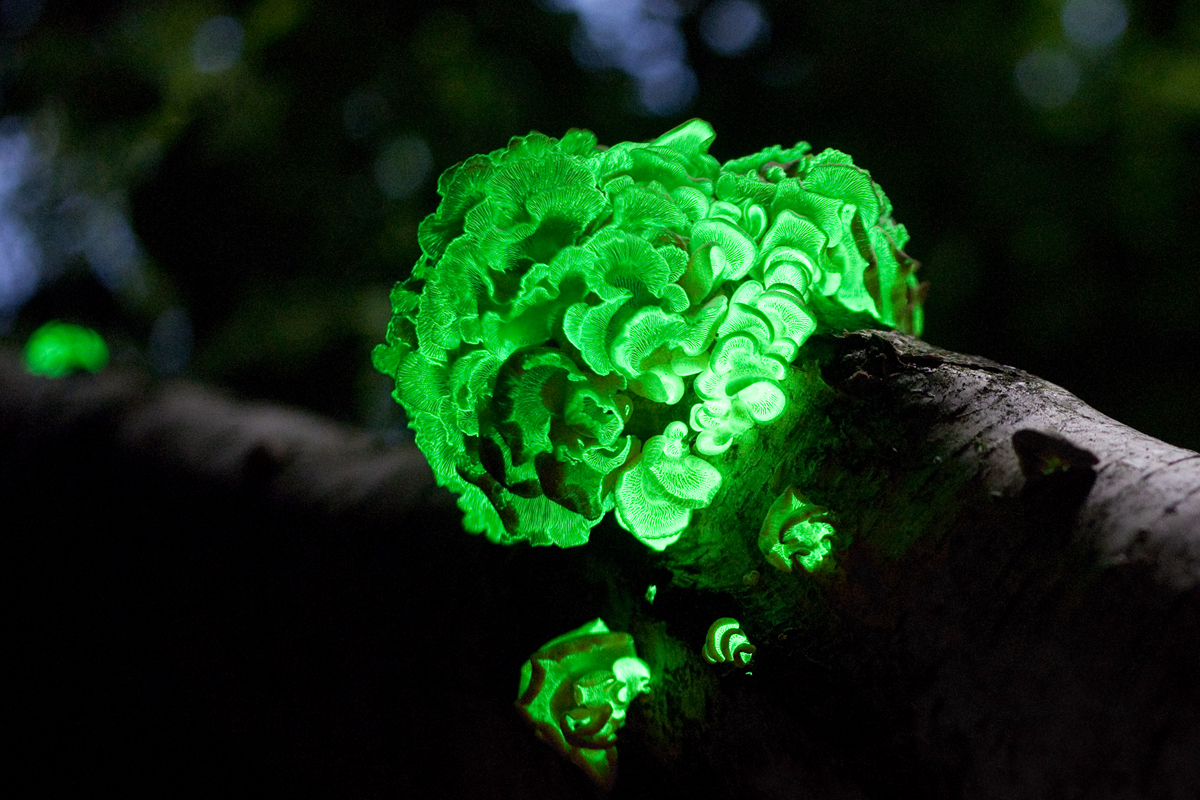
Panellus stipticus, una de las especies conocidas de hongos bioluminiscentes.

Las células de los hongos suelen poseer un aspecto filamentoso, siendo tubulares y alargadas. En su interior, es común que se encuentren varios núcleos; en sus extremos, zonas de crecimiento, se da una agregación de vesículas que contienen proteínas, lípidos y moléculas orgánicas llamadas Spitzenkörper. Hongos y oomicetos poseen un tipo de crecimiento basado en hifas. Este hecho es distintivo porque otros organismos filamentosos, las algas verdes, forman cadenas de células uninucleadas mediante procesos de división celular continuados.
Encontrados principalmente en climas templados y tropicales, hay más de ciento doce especies conocidas de hongos bioluminiscentes (es decir, que producen luz) todos los cuales son miembros del orden Agaricales (basidiomicetos), con un ascomiceto excepcional perteneciente al orden Xylariales.
Características diferenciales
- Las levaduras, un grupo de hongos, presentan al menos una fase de su ciclo vital en forma unicelular; durante esta, se reproducen por gemación o bipartición. Se denominan hongos dimórficos a las especies que alternan una fase unicelular (de levadura) con otra miceliar (con hifas)[26]
- La pared celular de los hongos se compone de glucanos y quitina; los primeros se presentan también en plantas, y los segundos, en el exoesqueleto de artrópodos;[27][28] esta combinación es única. Además, y a diferencia de las plantas y oomicetos, las paredes celulares de los hongos carecen de celulosa.[29]
- La mayoría de los hongos carecen de un sistema eficiente de transporte a distancia de sustancias (estructuras que en plantas conforman el xilema y floema). Algunas especies, como Armillaria, desarrollan rizomorfos,[30] estructuras que guardan una relación funcional con las raíces de las plantas.
- En cuanto a rutas metabólicas, los hongos poseen algunas vías biosintéticas comunes a las plantas, como la ruta de síntesis de terpenos a través del ácido mevalónico y el pirofosfato.[31] No obstante, las plantas poseen una segunda vía metabólica para la producción de estos isoprenoides que no se presenta en los hongos.[32] Los metabolitos secundarios de los hongos son idénticos o muy semejantes a los vegetales.[31] La secuencia de aminoácidos de los péptidos que conforman las enzimas involucradas en estas rutas biosintéticas difieren no obstante de las plantas, sugiriendo un origen y evolución distintos.[31][33]
- Carecen de fases móviles, tales como formas flageladas, con la excepción de los gametos masculinos y las esporas de algunas formas filogenéticamente «primitivas».
- No poseen plasmodesmos.
- La mayoría de los hongos crecen como hifas, estructuras cilíndricas y filiformes de 2 a 10 µm de diámetro y hasta varios centímetros de longitud. Las hifas crecen en sus ápices; las hifas nuevas se forman típicamente por la aparición de nuevos ápices a lo largo de hifas preexistentes por un proceso llamado de ramificación, o —en ocasiones— el extremo apical de las hifas se bifurca, dando lugar a dos hifas con crecimiento paralelo.[34]

La combinación de crecimiento apical y ramificación/bifurcación conduce al desarrollo de un micelio, una red interconectada de hifas. Las hifas pueden ser septadas o cenocíticas: las hifas septadas se dividen en compartimentos separados por paredes transversales (paredes celulares internas, denominadas tabiques, que se forman en ángulo recto con respecto a la pared celular que da forma a la hifa), y cada compartimento contiene uno o más núcleos; las hifas cenocíticas no están compartimentadas. Los septos tienen poros que permiten el paso de citoplasma, orgánulos y, a veces, núcleos; un ejemplo es el tabique doliporo en los hongos basidiomicetos. Las hifas cenocíticas son esencialmente multinucleadas supercélulas.
Muchas especies han desarrollado estructuras de hifas especializadas para la absorción de nutrientes de los huéspedes vivos; los ejemplos incluyen haustoria en especies parásitas de plantas de la mayoría de los grupos fúngicos y arbuscules de varios hongos micorrizicos, que penetran en las células huésped para consumir nutrientes.
Aunque los hongos son opistocontos, una agrupación de organismos relacionados evolutivamente caracterizados ampliamente por un solo flagelo, todos los grupos excepto los quitridios y opistoporidios han perdido sus flagelos posteriores. Los hongos son inusuales entre los eucariotas por tener una pared celular que, además de glucano (p. ej., β-1,3-glucano) y otros componentes típicos, también contiene biopolímeros de quitina.

### Estructuras macroscópicas

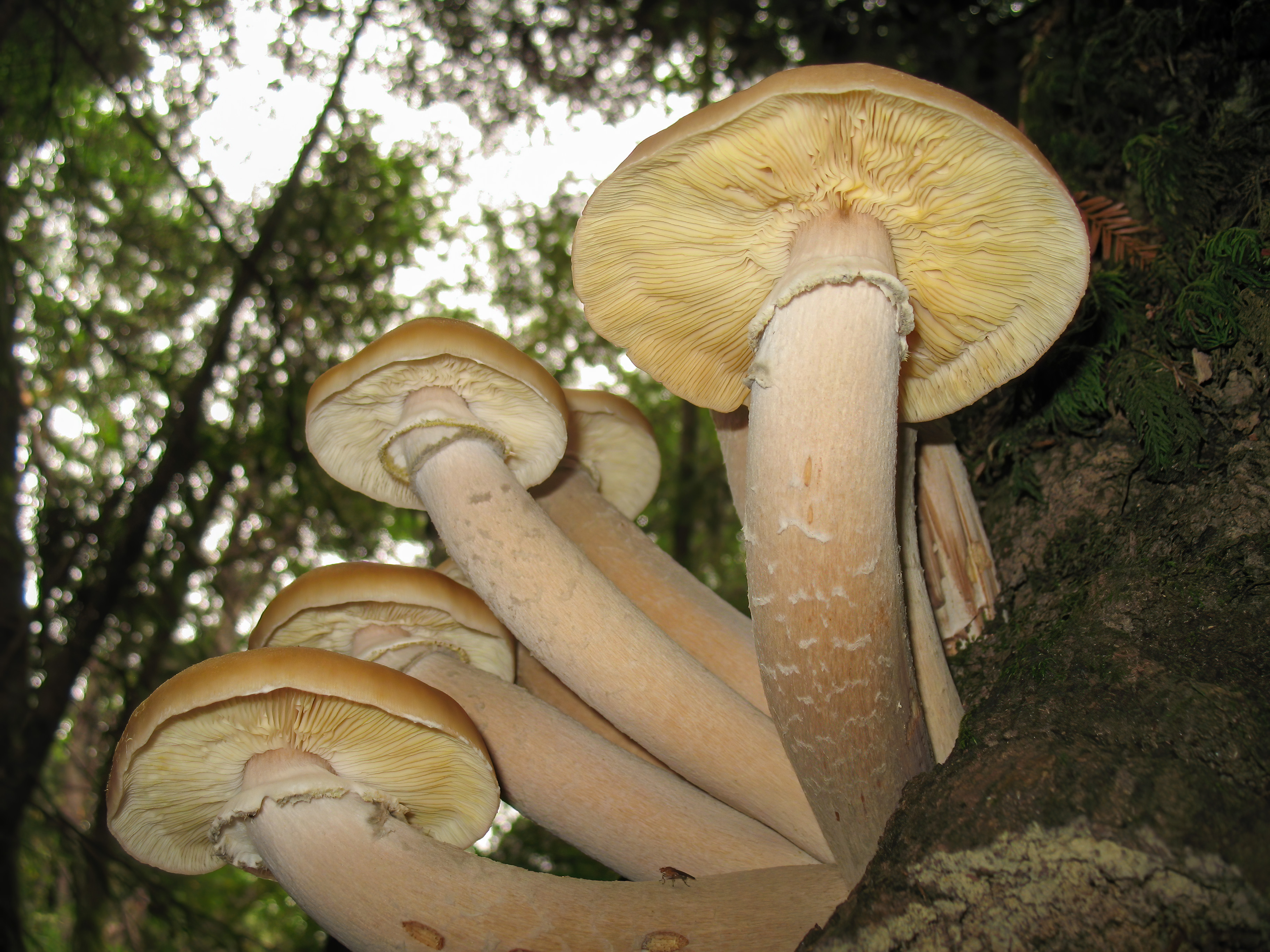
Armillaria ostoyae. Un grupo de hongos grandes, de tallo grueso, de color marrón claro y láminas, que crecen en la base de un árbol.

Los micelios fúngicos pueden volverse visibles a simple vista, por ejemplo, en varias superficies y sustratos, como paredes húmedas y alimentos en mal estado, donde comúnmente se les llama moho. Los micelios que crecen en medios sólidos placas de agar en laboratorio generalmente se denominan colonias. Estas colonias pueden exhibir formas y colores de crecimiento (debido a esporas o pigmentación) que pueden usarse como características de diagnóstico en la identificación de especies o grupos. Algunas colonias fúngicas individuales pueden alcanzar dimensiones y edades extraordinarias como es el caso de una colonia clonal de Armillaria ostoyae, que se extiende sobre un área de más de 900 ha, con una edad estimada de casi nueve mil años.
El apotecio, una estructura especializada importante en la reproducción sexual de los ascomicetos, es un cuerpo fructífero en forma de copa que sostiene el himenio, una capa de tejido que contiene la espora y células portadoras. Los cuerpos fructíferos de los basidiomicetos (basidiocarpos) y algunos ascomicetos a veces pueden crecer bastante y muchos son bien conocidos como setas.

## Reproducción

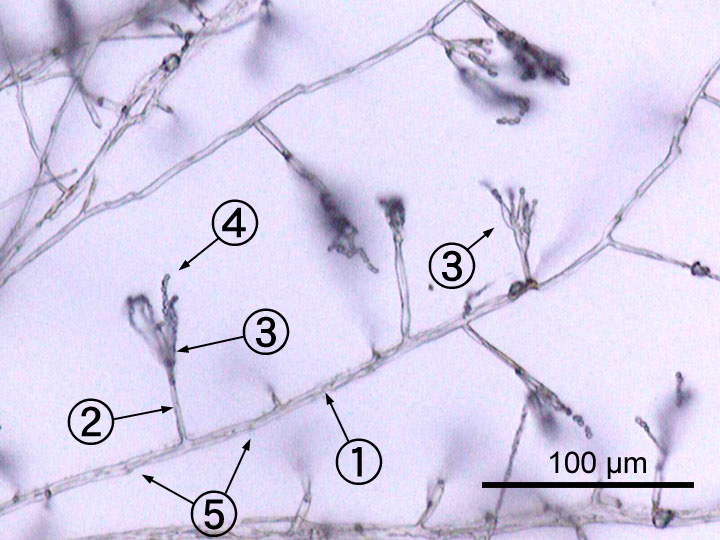
Partes de un hongo: (1) Hifa, (2) Conidióforo, (3) Fiálide, (4) Conidia, y (5) Septos.

Los hongos se reproducen sobre todo por medio de esporas, las cuales se dispersan en un estado latente, que se interrumpe solo cuando se hallan condiciones favorables para su germinación. Cuando estas condiciones se dan, la espora germina, surgiendo de ella una primera hifa, por cuya extensión y ramificación se va constituyendo un micelio. La velocidad de crecimiento de las hifas de un hongo es verdaderamente espectacular: en un hongo tropical llega hasta los 5 mm por minuto. Se puede decir, sin exagerar, que incluso es posible ver crecer a algunos hongos en tiempo real.
Las esporas de los hongos se producen en esporangios, ya sea asexualmente o como resultado de un proceso de reproducción sexual. En este último caso la producción de esporas es precedida por la meiosis de las células, de la cual se originan las esporas mismas. Las esporas producidas a continuación de la meiosis se denominan meiosporas. Como la misma especie del hongo es capaz de reproducirse tanto asexual como sexualmente, las meiosporas tienen una capacidad de resistencia que les permite sobrevivir en las condiciones más adversas, mientras que las esporas producidas asexualmente cumplen sobre todo con el objetivo de propagar el hongo con la máxima rapidez y extensión posible.
El micelio vegetativo de los hongos, o sea el que no cumple con las funciones reproductivas, tiene un aspecto muy simple, porque no es más que un conjunto de hifas dispuestas sin orden. La fantasía creativa de los hongos se manifiesta solo en la construcción de cuerpos fructíferos, los cuales, como indica el nombre, sirven para portar los esporangios que producen las esporas.

## Diversidad
Los hongos poseen una distribución cosmopolita y poseen un amplio rango de hábitats, que incluyen ambientes extremos como los desiertos, áreas de extremada salinidad.
 expuestas a radiación ionizante, o en los sedimentos de los fondos marinos. Algunos líquenes son resistentes a la radiación UV y cósmica presente en los viajes espaciales. La mayoría son terrestres, aunque algunos, como Batrachochytrium dendrobatidis son estrictamente acuáticos. Este quítrido es responsable del declive en las poblaciones de anfibios; una de sus fases vitales, la zoóspora, le permite dispersarse en el agua y acceder a los anfibios, a los que parasita. Existen especies acuáticas propias de las áreas hidrotermales del océano.
Se han descrito unas cien mil especies de hongos, aunque la diversidad global no ha sido totalmente catalogada por los taxónomos. Empleando como herramienta de análisis el ratio entre el número de especies de hongos respecto al de plantas en hábitats seleccionados, se ha realizado una estima de una diversidad total de 1,5 millones de especies. La micología ha empleado diversas características para configurar el concepto de especie. La clasificación morfológica, basada en aspectos como el tamaño y forma de las estructuras de fructificación y las esporas, ha sido predominante en la taxonomía tradicional. También se han empleado caracteres bioquímicos y fisiológicos, como la reacción ante determinados metabolitos. Se ha empleado la compatibilidad para la reproducción sexual mediante isogamia. Los métodos de taxonomía molecular, como el uso de marcadores moleculares y los análisis filogenéticos han permitido aumentar la discriminación entre variantes genéticas; esto ha aumentado la resolución a la hora de separar especies.

## Ecología de hongos

### Patrones de diversidad
Los hongos presentan un alto nivel de diversidad biológica. Actualmente, la diversidad del grupo se ha estimado hasta 2017 entre 2.2 a 3.8 millones de especies.
Un primer patrón es una alta diversidad alfa, beta y gamma en la los diferentes hábitats, esto fue detectado por los avances en la secuenciación masiva o de alto rendimiento (high throughput sequencing), de la región del Internal transcribed spacer (ITS por sus siglas en inglés) de los hongos. Principalmente, antes de la era molecular el patrón de alta diversidad alfa y baja diversidad beta y gamma, no obstante, el consenso indica que hay más diversidad de la estimada.
El siguiente patrón es que la diversidad de especies de hongos saprótrofos aumenta hacia el ecuador terrestre y disminuye hacia los polos; no obstante los hongos que habitan y degradan los materiales del interior de las casas, aumentan en número y cantidad de especies hacia los polos. De forma interesante, los hongos ectomicorrizógenos tienen una diversidad monotonal, en donde hay poca diversidad cerca del ecuador, aumenta hacia las latitudes medias (40° N o S) y después vuelve a disminuir.
Asimismo, también existe diferencias a nivel horizontal en el suelo. En el mantillo viven los hongos saprótrofos descomponedores de materia orgánica tanto de ascomicetos como de basidiomicetos. Conforme aumentamos la profundidad, el número de especies de hongos ectomicorrizógenos aumenta, y si continuamos más profundo en el suelo aumentan en abundancia las especies de la clase Ascomycetes asociados con las raíces así como las levaduras y los mohos.

### Impacto de los hongos en los ciclos biogeoquímicos
Los hongos intervienen en la dinámica del Carbono (C), Nitrógeno (N) y Fósforo (P). El suelo almacena 500–3000 Pg de carbono, y su reciclaje depende de organismos del suelo. Respecto al Carbono, las plantas alocan (trasladan hacia) el Carbono de la productividad primaria neta (NPP) hacia los hongos ectomicorrizógenos y puede ser del 8 al 17 % en los ecosistemas árticos, del 27 al 35 % en ecosistemas templados mixtos de coníferas y latifolidas, y del 4 al 35 % en ecosistemas monodominantes templados. Esto genera que haya un mayor ingreso de Carbono al suelo en forma de biomasa de hongo o de compuestos producidos por este, constituyendo el suelo un sumidero de Carbono. También los hongos liberan compuestos simples de carbono que ayudan a que los hongos saprótrofos puedan mineralizar la materia orgánica y este efecto se conoce en inglés como priming effect. Los hongos saprótrofos asimilan estos compuestos y les permite producir sus propias enzimas para degradar la materia orgánica.
En el suelo, la necromasa microbiana es un componente muy grande de la materia orgánica y contiene compuestos similares estructuralmente a la celulosa y a la lignina. Para degradar estos compuestos, los hognos saprotrofos producen celulasas, celobiohidrolasas, hemicelulasa y β-1,4-glucosidasa (Véase pudrición café). Para degradar la lignina son necesarias las peroxidasas y las fenol-oxidasas. Algunos hongos saprotrofós tienen el paquete completo de enzimas, mientras que otros solo pueden degradar o celulosa o lignina. Los hongos Saprogrofos buscan moléculas de Carbono simples y de Nitrógeno, por lo que utilizan estas enzimas para «cortar» los compuestos complejos como la celulosa y la lignina. Esto se le conoce como descomposición que es diferente a la degradación de la materia orgánica. Los hongos saprótrofos afectan la dinámica de la materia orgánica del suelo, porque alteran la materia orgánica del suelo al exudar enzimas oxidativas e hidrolíticas y al producir otras reacciones no enzimáticas (como la reacción Fenton). La reacción Fenton produce radicales OH con alto poder oxidativo en la siguiente reacción: {\displaystyle {\ce {Fe^2+ + H2O2 + H+ -> Fe^3+ + (^{-}OH) + H2O}}} Este radical libera directamente el amonio {\displaystyle {\ce {NH4+}}} de los aminoácidos y los péptidos, y es asimilado rápidamente por los hongos.
Los hongos ectomicorrizógenos inhiben la descomposición de la materia orgánica del suelo cuando el mantillo es de baja calidad y esto se conoce como efecto Gadgil. En los experimentos donde se excluye experimentalmente a los hongos ecotmicorrizógenos, mediante una zanja que daña a las raíces y les quita su suministro de carbono, está asociado con un aumento en la degradación de la materia orgánica, disminución de la acumulación de materia orgánica, aumento en la mineralización del Carbono y Nitrógeno, y un aumento en la actividad de las enzimas que degradan materia orgánica del suelo. Principalmente, los hongos ectomicorrizógenos degradan la materia orgánica para buscar los compuestos con Nitrógeno inmovilizado en compuestos polifenólicos (como proteínas, inositol fosfato, fosfolipidos, ácidos nucleicos) dejando libre las moléculas de carbono. Las enzimas extracelulares liberadas son: glicosil hidrolasa, la peroxidasa clase II, glioxal oxidasa y fenol oxidasa.
También, los hongos están involucrados en el metabolismo del Fósforo (P) presente en los fosfolípidos. Los hongos ecotmicorrizógenos y arbusculares (principalmente estos) movilizan las formas minerales y orgánicas del fósforo en el suelo y esto afecta la recaptura por parte de las plantas. Un mecanismo es por la liberación de ácidos orgánicos (oxalato, citrato y malato), fosfomonoesterasas (fosfatasas ácidas y alcalinas), fosfodiesterasas y fitasas que actúan en los compuestos orgánicos de fósforo en el suelo; lo que aumenta su solubilidad y absorción por parte de los hongos. Posteriormente este fosfato inorgánico (Pi) es empaquetado en vacuolas y transportado hacia las raíces de las plantas.

## Orden de caracteres para la identificación en hongos

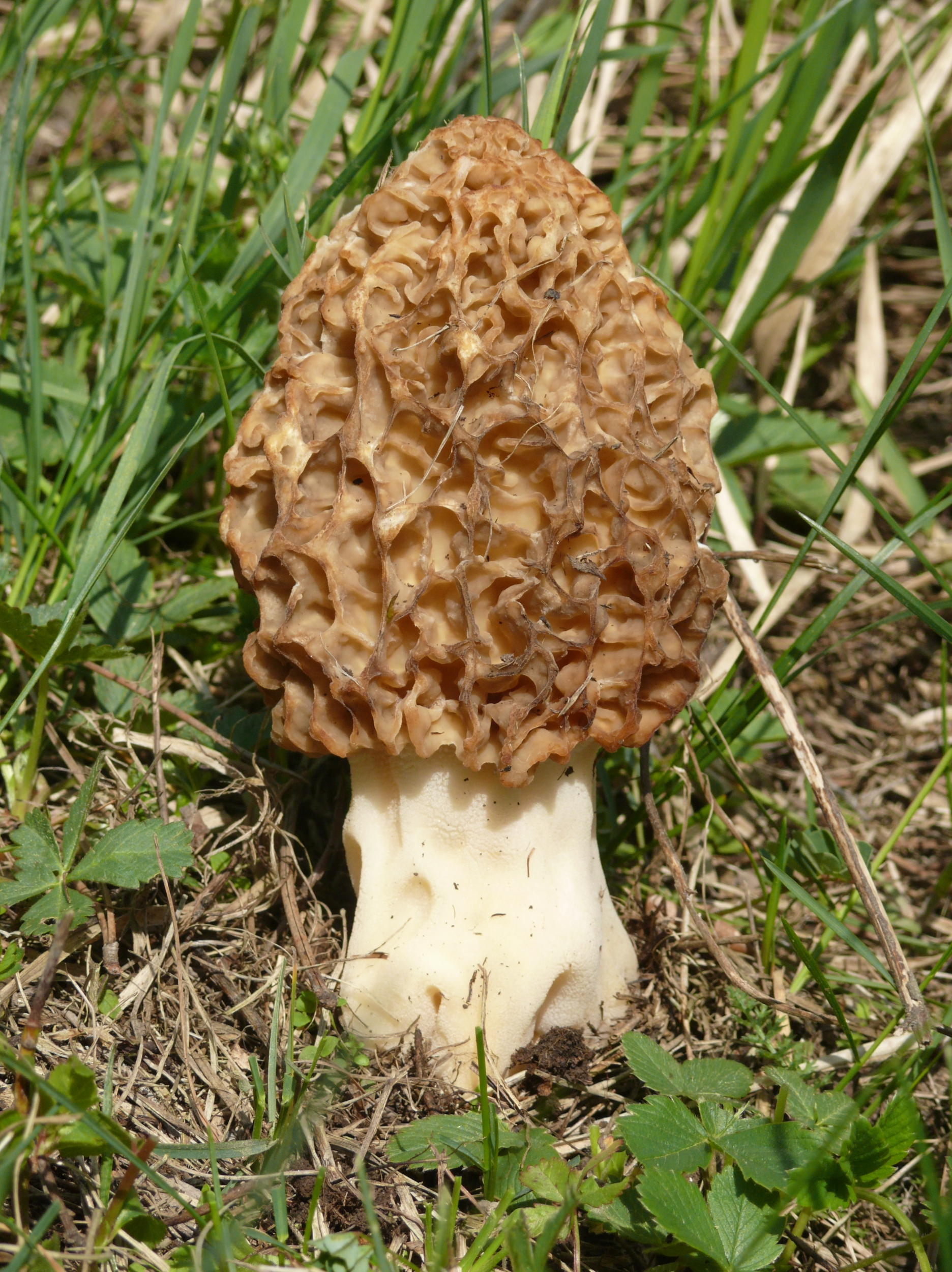
Morchella esculenta.

- Aspecto macroscópico de la colonia
- Tipo de hifa
- Colocación del o los esporóforos
- Presencia de esterigmatas o conidióforo y el orden que presentan
- Forma tamaño y distribución de las esporas
- Presencia o no de rizoides. Solo se presentan en hongos de hifa no septada. Por ejemplo: Rihizopus, Rhizomucor, Absidia
- Practicar pruebas de identificación bioquímica.

A los hongos se les trata desde la antigüedad como vegetales, por la inmovilidad y la presencia de pared celular, a pesar de no ser autótrofos, no contener clorofila y carecer de hojas, entre otras diferencias. Esto significa que son incapaces de fijar carbono a través de la fotosíntesis, pero usan el carbono fijado por otros organismos para su metabolismo. Actualmente se sabe que los hongos son más cercanos al reino animal (Animalia) que al reino vegetal (Plantae), y se sitúan junto con los primeros en un taxón monofilético, dentro del grupo de los opistocontos.
Durante la mayor parte de la era paleozoica, los hongos al parecer fueron acuáticos. El primer hongo terrestre apareció, probablemente, en el período silúrico, justo después de la aparición de las primeras plantas terrestres, aunque sus fósiles son fragmentarios. Los hongos de mayor altura que se conocen se desarrollaron hace 350 millones de años, es decir, en el período devónico y correspondían a los llamados protaxites, que alcanzaban los 6 m de altura. Quizás la aparición, poco tiempo después, de los primeros árboles provocó por competencia evolutiva la desaparición de los hongos altos.
A diferencia de los animales, que ingieren el alimento, los hongos lo absorben, y sus células tienen pared celular. Debido a estas razones, estos organismos están situados en su propio reino biológico, llamado Fungi.
Los hongos forman un grupo monofilético, lo que significa que todas las variedades de hongos provienen de un ancestro común. El origen monofilético de los hongos se ha confirmado mediante múltiples experimentos de filogenética molecular; los rasgos ancestrales que comparten incluyen la pared celular quitinosa y la heterotrofia por absorción, así como otras características compartidas.
La taxonomía de los hongos está en un estado de rápida modificación, especialmente debido a artículos recientes basados en comparaciones de ADN y ARN, que a menudo traslocan las asunciones de los antiguos sistemas de clasificación. No hay un sistema único plenamente aceptado en los niveles taxonómicos más elevados y hay cambios de nombres constantes en cada nivel, desde el nivel de especie hacia arriba y, según el grupo, también a nivel de especie y niveles inferiores. Hay sitios en Internet como Index Fungorum, ITIS y Wikispecies que registran los nombres preferidos actualizados (con referencias cruzadas a sinónimos antiguos), pero no siempre concuerdan entre sí o con los nombres en la Wikipedia o en cada variante idiomática.
Pese al carácter monofilético o de un ancestro común, los hongos presentan una sorprendente variabilidad morfológica, dada no solo por el aspecto sino por las dimensiones y características. Así, son hongos los prototaxites de 6 m de altura, también lo son los mohos y levaduras, las setas (nombre que se da con precisión a los hongos macroscópicos comestibles que crecen sobre el suelo), las subterráneas trufas o los casi microscópicos, como el oidio o los de la tiña u otras micosis (ptiriasis), la roya, etcétera. 
 La asociación simbiótica de hongos con algas da lugar a los líquenes.

## Evolución

### Registro fósil

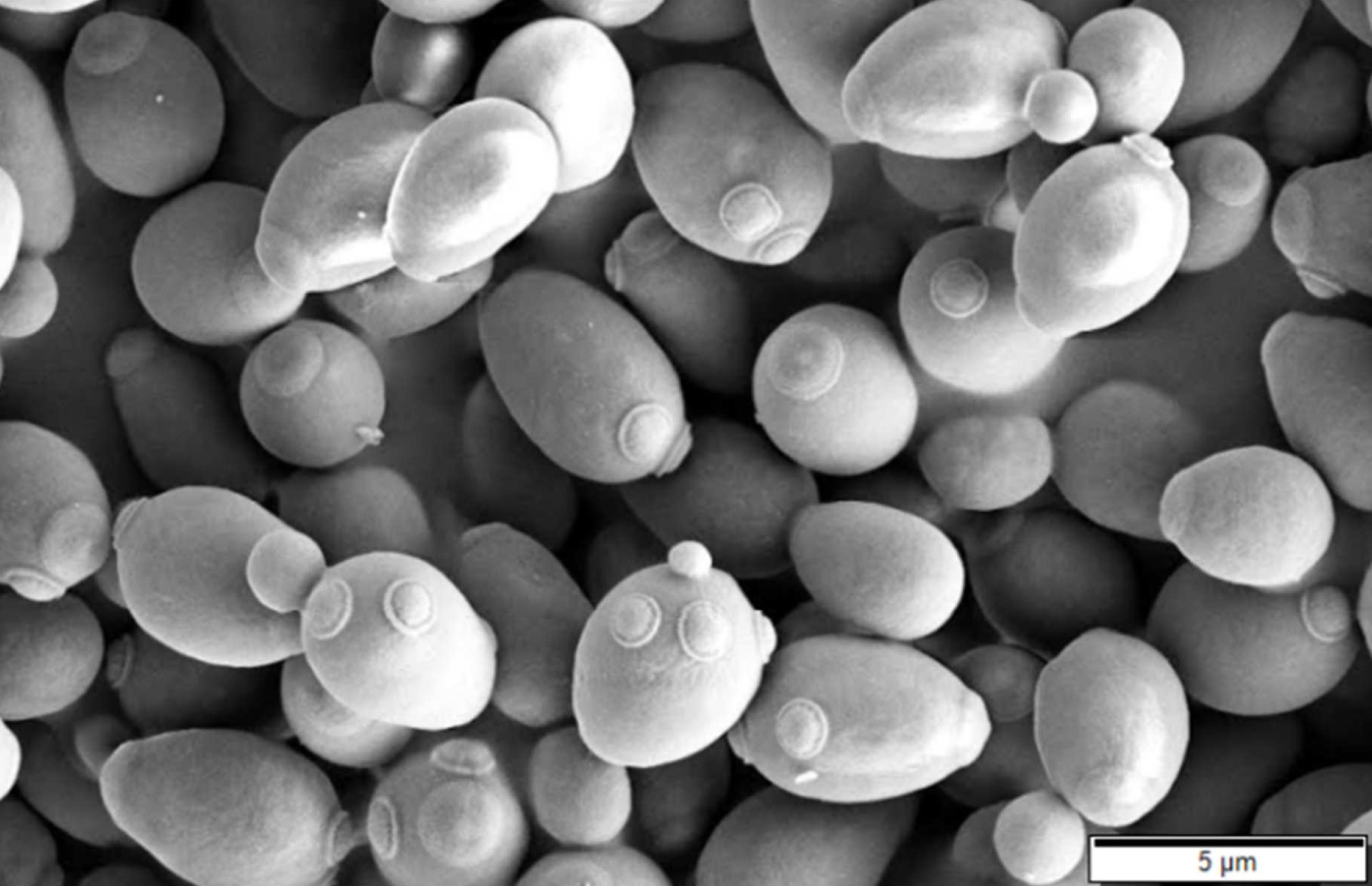
Levaduras de Saccharomyces cerevisiae.

A diferencia de los animales y las plantas el registro fósil temprano de los hongos es escaso o misterioso. Los hongos fósiles son difíciles de distinguir de otros microorganismos y se identifican más fácilmente cuando se parecen a los hongos existentes. A menudo se recuperan de un huésped vegetal o animal permineralizado, estas muestras generalmente se estudian haciendo preparaciones de sección delgada que se pueden examinar con microscopía óptica o microscopía electrónica de transmisión.
Relojes moleculares (2021) estiman la aparición de los hongos en el Paleoproterozoico hace (1759 Ma) y la separación de las divisiones se produjo entre un periodo de (1750 a 1078 Ma) durante el Mesoproterozoico. Durante gran parte de la Era Paleozoica (542–251 Ma), los hongos parecen haber sido acuáticos y con características que recuerdan a los quitridios al tener esporas portadoras de flagelos. La adaptación evolutiva de un estilo de vida acuático a uno terrestre requirió una diversificación de estrategias ecológicas para obtener nutrientes, incluidos el parasitismo, el saprobismo, el desarrollo de relaciones mutualistas como la micorriza y la liquenización.
En mayo de 2019, paleontólogos informaron el descubrimiento del hongo fosilizado más antiguo, llamado Ourasphaira, en el Ártico canadiense con una antigüedad de (1000 Ma) en el Mesoproterozoico, lo que supone que los hongos formen un reino antiguo junto con las plantas y algas. Anteriormente, se había supuesto que los hongos colonizaron la tierra durante el Ediacárico. Sumado a esto en 2020 se informó del descubrimiento de hongos fósiles en una lutita dolomítica de la República Democrática del Congo fechada hace (810–715 Ma) en el comienzo del Neoproterozoico (Período Tónico).
Se han encontrado fósiles de hongos en la Biota del periodo Ediacárico y tienen una antigüedad de (620–580 Ma), algunos fósiles de animales primitivos de este periodo fueron confundidos accidentalmente con hongos. También se han encontrado fósiles similares a líquenes en la Formación Doushantuo del sur de China que datan del Ediacárico (635–551 Ma). Los líquenes formaron un componente de los ecosistemas terrestres tempranos y la edad estimada del liquen fósil terrestre más antiguo es de (400 Ma).
Las hifas y esporas fosilizadas de Tortotubus recuperadas del Ordovícico (440 Ma) se asemejan a los glomerales de hoy en día. Durante el Silúrico y el Devónico (420-370 Ma) existieron los Prototaxites, los cuales eran los organismos terrestres más altos de ese tiempo y los únicos hongos más altos de los que se tiene constancia ya que medían alrededor de 8 metros, las plantas durante ese tiempo solo podían llegar a medir 30 centímetros. Prototaxites probablemente era un ascomiceto. Esto proporciona la evidencia de que las setas y otros hongos con cuerpos fructíferos ya existían desde el Silúrico posiblemente siendo más altos y más numerosos.
Los hongos fósiles se vuelven abundantes y no controvertidos desde principios del Devónico (416–360 Ma) especialmente en el yacimiento Rhynie Chert donde se hallaron fósiles de quitridios y zigomicetos. Otro espécimen encontrado en este yacimiento Paleopyrenomycites corresponde a un ascomiceto con esporocarpo, el cual pertenecería a la subdivisión Pezizomycotina.
El fósil más antiguo con características microscópicas que se asemeja a los basidiomicetos modernos es Palaeoancistrus que se encuentra permineralizado junto con un helecho que datan del Carbonífero.
En el registro fósil son raros los agaricomicetos. Dos especímenes conservados en ámbar de un género extinto Archaeomarasmius da entender que las setas modernas ya habrían estado presentes al menos durante el Cretácico.
Algún tiempo antes de la extinción masiva del Pérmico-Triásico (252 Ma), se formó una espiga fúngica (originalmente pensada como una extraordinaria abundancia de esporas fúngicas en los sedimentos), lo que sugiere que los hongos eran la forma de vida dominante en ese momento, representando casi el 100% del registro fósil disponible en este período.
Hace 65 millones de años, después de la extinción masiva del Cretácico-Paleógeno que acabó con los dinosaurios. Hubo un aumento en hallar hongos fósiles hasta la actualidad.

### Evolución y relación con otros eucariotas

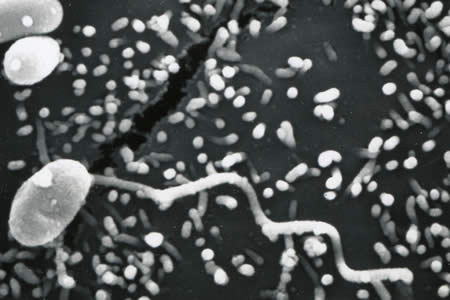
Imagen del microsporidio Encephalitozoon cuniculi donde se nota la presencia de un flagelo opistoconto. Esta construcción especial del flagelo implica una ascendencia evolutiva compartida entre los hongos y animales a partir de los protozoos actualmente respaldada por los análisis moleculares.

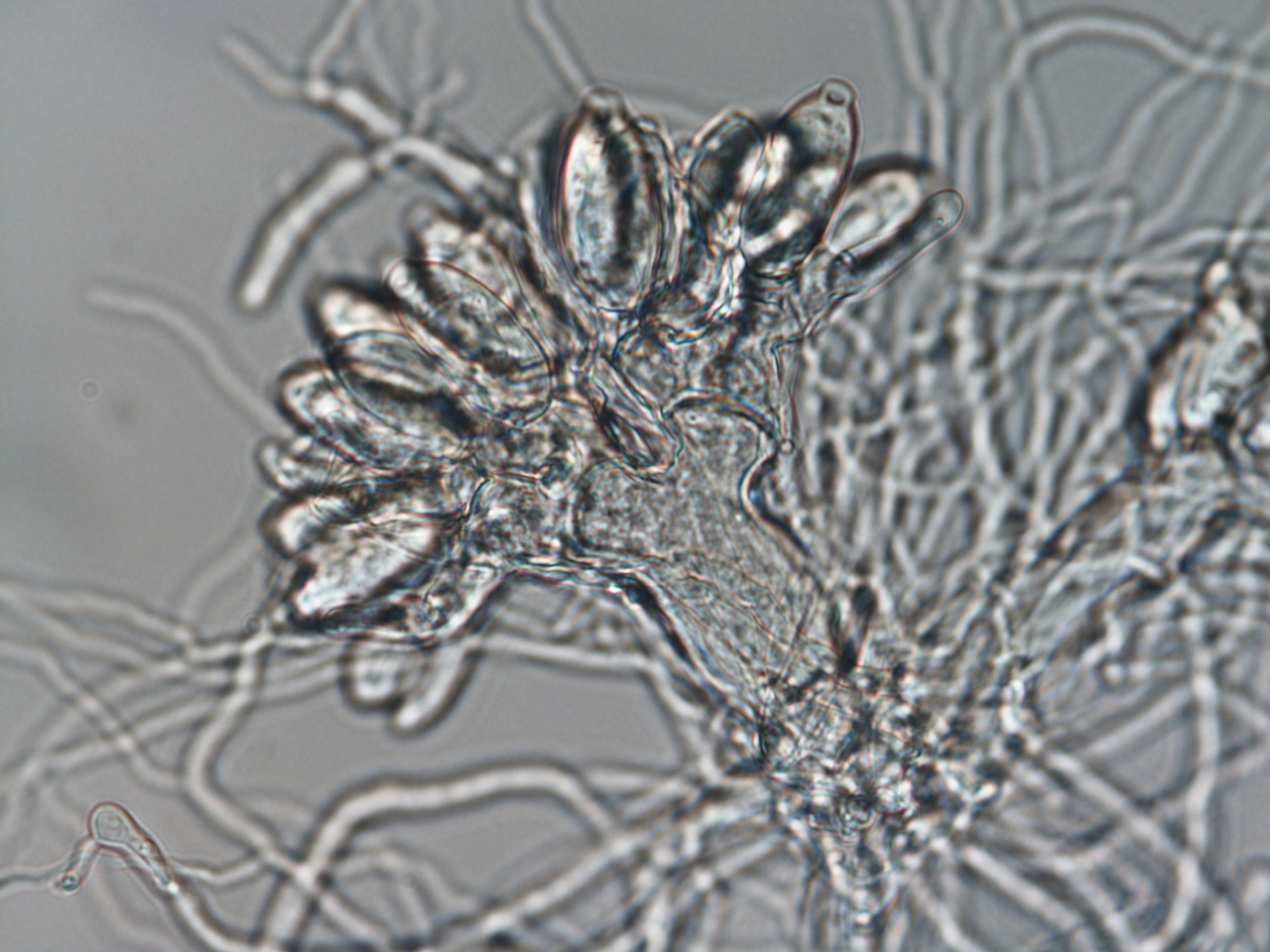
Nivel de organización pluricelular en el hongo filamentoso Blastocladia, un quitridio

Los hongos evolucionaron a partir de un grupo de protozoos uniflagelados, siendo a su vez parásitos obligados con tendencias ameboides y con capacidad de formar esporas flageladas (zoosporas). Se supone que el parasitismo de estos ancestros habrían favorecido la pérdida de la alimentación fagótrofa (ingestión) remplazándola por la osmótrofa (absorción) y la posterior formación de las paredes celulares de quitina. El ancestro de los hongos pudo haber sido un ameboide similar a Nucleariida, parasitario que se volvió osmótrofo por el parasitismo. Los opistosporidios, los hongos más basales son parásitos intracelulares que absorben el contenido de sus células internamente, lo cual sugiere que los ancestros de los hongos eran parásitos intracelulares que fagocitaban internamente sus células huéspedes desarrollandose de esta manera la transición de la fagotrofia a la osmotrofia de los hongos. Los primeros hongos fueron unicelulares como los opistosporidios y quitridios que más adelante tendrían tendencias a formar uniones coloniales dando de esta manera lugar a los clásicos hongos filamentosos, es decir compuestos de hifas que serían los primeros hongos pluricelulares. Estos hongos con posterioridad originarían en diferentes linajes evolutivos a hongos más complejos y macroscópicos como los mohos, las setas y los líquenes por endosimbiosis con algas y cianobacterias. Algunos hongos pudieron haberse reducido como las levaduras que si bien son hongos unicelulares, pero los análisis filogenéticos han demostrado que su simplicidad se la deben a la reducción de ancestros pluricelulares en diferentes líneas evolutivas, por lo que la pluricelularidad y la unicelularidad en los hongos se ha ganado y se ha perdido en varios linajes fungícos. El grupo actual más cercano a los hongos es Cristidiscoidea los cuales son amebas de cuerpo redondeado a partir del cual se extienden los filopodios. Estudios moleculares los sitúan en el supergrupo de los opistocontos, que también incluye a los animales y a pequeños protistas parasitarios emparentados con estos últimos. El nombre viene de la localización trasera del flagelo en las células móviles, que es similar a la de los espermatozoides animales, mientras que otros eucariontes tienen flagelos delanteros (acrocontos). Los hongos terrestres perdieron el flagelo ancestral por lo que son aflagelados, sin embargo se conserva en los hongos acuáticos como los opistosporidos y quitridios. El origen fungoide a partir de protozoos uniflagelados, así como su relación con los animales, se puede esquematizar de la siguiente manera, cuando las teorías antiguas podían haber colocado a los hongos como cercanos a las plantas y algas:
|  | Cristidiscoidea |
|  |                 |
|  | Fungi           |
|  |                 |

|  | Ichthyosporea |
|  |               |
|  | Pluriformea   |
|  |               |

|           | Filasterea                                                     |
|           |                                                                |
| Apoikozoa | \| \| Choanoflagellatea \| \| \| \| \| \| Animalia \| \| \| \| |
|           | \| \| Choanoflagellatea \| \| \| \| \| \| Animalia \| \| \| \| |
|           | Choanoflagellatea                                              |
|           |                                                                |
|           | Animalia                                                       |
|           |                                                                |

|  | Choanoflagellatea |
|  |                   |
|  | Animalia          |
|  |                   |

|  | Ichthyosporea |
|  |               |
|  | Pluriformea   |
|  |               |

|           | Filasterea                                                     |
|           |                                                                |
| Apoikozoa | \| \| Choanoflagellatea \| \| \| \| \| \| Animalia \| \| \| \| |
|           | \| \| Choanoflagellatea \| \| \| \| \| \| Animalia \| \| \| \| |
|           | Choanoflagellatea                                              |
|           |                                                                |
|           | Animalia                                                       |
|           |                                                                |

|  | Choanoflagellatea |
|  |                   |
|  | Animalia          |
|  |                   |

|  | Cristidiscoidea |
|  |                 |
|  | Fungi           |
|  |                 |

|  | Ichthyosporea |
|  |               |
|  | Pluriformea   |
|  |               |

|           | Filasterea                                                     |
|           |                                                                |
| Apoikozoa | \| \| Choanoflagellatea \| \| \| \| \| \| Animalia \| \| \| \| |
|           | \| \| Choanoflagellatea \| \| \| \| \| \| Animalia \| \| \| \| |
|           | Choanoflagellatea                                              |
|           |                                                                |
|           | Animalia                                                       |
|           |                                                                |

|  | Choanoflagellatea |
|  |                   |
|  | Animalia          |
|  |                   |

|  | Ichthyosporea |
|  |               |
|  | Pluriformea   |
|  |               |

|           | Filasterea                                                     |
|           |                                                                |
| Apoikozoa | \| \| Choanoflagellatea \| \| \| \| \| \| Animalia \| \| \| \| |
|           | \| \| Choanoflagellatea \| \| \| \| \| \| Animalia \| \| \| \| |
|           | Choanoflagellatea                                              |
|           |                                                                |
|           | Animalia                                                       |
|           |                                                                |

|  | Choanoflagellatea |
|  |                   |
|  | Animalia          |
|  |                   |

## Clasificación

### Clasificación clásica de los hongos
Anteriormente se clasificaban como hongos todos los seres de aspecto fungoide y hábitos saprofíticos. Pero los estudios filogenéticos modernos separan al reino Fungi de los protistas o cromistas como Oomycota que en realidad no son verdaderos hongos, sino que sus adaptaciones hicieron confundirlos con ellos.
- Hongos ameboides o mucilaginosos:

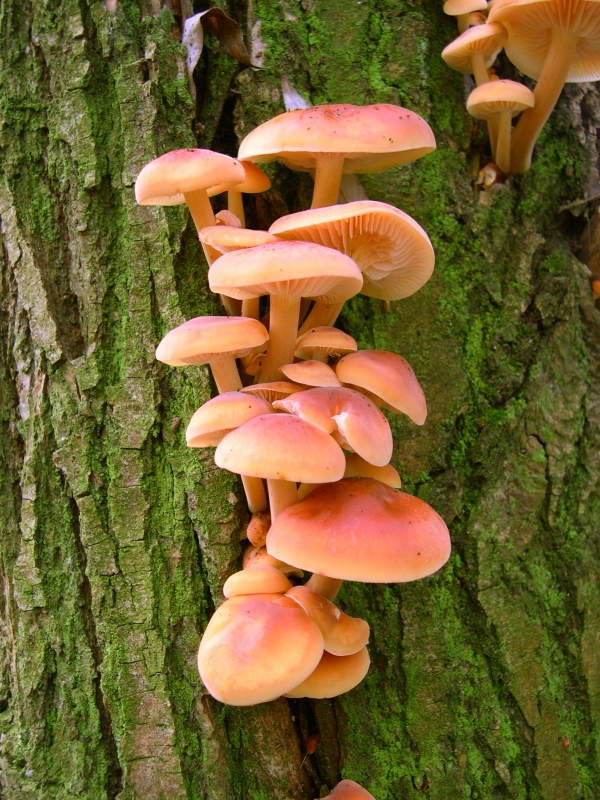
Flammulina velutipes.

  - Mixomicotes (división Myxomycota)
  - Plasmodioforomicotes (división Plasmodiophoromycota)
- Hongos lisotróficos o absorbotróficos:
  - Pseudohongos u oomicotes (división Oomycota)
- Hongos verdaderos o eumicotes (división Eumycota):
  - Quitridios (división Chytridiomycota)
  - Zigomicetes (clase Zygomycetes)
  - Ascomicetes (clase Ascomycetes)
  - Basidiomicetes (clase Basidiomycetes)
- Hongos imperfectos (clase Deuteromycetes)[84]

### Clasificaciones actuales de los hongos
Uno de los sistemas actualizados (2015), simplifica y le da a los hongos cinco divisiones:
- Basidiomicetos (división Basidiomycota): Desarrollan setas llamadas basidiocarpos que producen basidios con basidiosporas.
- Ascomicetos (división Ascomycota): Desarrollan ascas con ascosporas.
- Glomeromicetos (división Glomeromycota): Micorrizas simbiontes de plantas con glomerosporas multinucleadas.
- Zigomicetos (división Zygomycota, actualmente obsoleta): Mohos que forman zigosporas.
- Quitridiomicetos (división Chytridiomycota sensu lato): Hongos microscópicos con zoosporas y gametos uniflagelados.

Esta clasificación reconoce como válidos los grupos parafiléticos, que en este caso son Chytridiomycota y Zygomycota.

#### Clasificación monofilética
El NCBI y otras fuentes científicas en cambio, utilizan grupos monofiléticos en su clasificaciones, por lo que Chytridiomycota se ha escindido Chytridiomycota sensu stricto, en Blastocladiomycota; mientras que Zygomycota se divide en Mucoromycota y Zoopagomycota definiéndose los siguientes grupos dentro de Fungi:
Una clasificación basada en grupos monofiléticos es la siguiente:
- Aphelidiomycota
- Rozellomycota[86]
- Eumycota
  - Blastocladiomycota
  - Chytridiomycota
  - Amastigomycota
    - Mucoromycota
    - Zoopagomycota
    - Dikarya
      - Ascomycota
      - Basidiomycota
      - Entorrhizomycota

Estas son solo algunas divisiones monofiléticas publicadas en algunos artículos científicos, no obstante se han propuesto más divisiones las cuales pueden no estar plenamente aceptadas, no ser monofiléticas o estar conformadas únicamente por un solo grupo.

## Filogenia
Las relaciones filogenéticas no está del todo consensuadas. Los análisis moleculares recientes (2016), (2018) y (2021) pero usando la nomenclatura moderna (2021), dio el siguiente resultado:
|  | Entorrhizomycota                                             |
|  |                                                              |
|  | \| \| Ascomycota \| \| \| \| \| \| Basidiomycota \| \| \| \| |
|  |                                                              |
|  | Ascomycota                                                   |
|  |                                                              |
|  | Basidiomycota                                                |
|  |                                                              |

|  | Ascomycota    |
|  |               |
|  | Basidiomycota |
|  |               |

|  | Entorrhizomycota                                             |
|  |                                                              |
|  | \| \| Ascomycota \| \| \| \| \| \| Basidiomycota \| \| \| \| |
|  |                                                              |
|  | Ascomycota                                                   |
|  |                                                              |
|  | Basidiomycota                                                |
|  |                                                              |

|  | Ascomycota    |
|  |               |
|  | Basidiomycota |
|  |               |

|  | Entorrhizomycota                                             |
|  |                                                              |
|  | \| \| Ascomycota \| \| \| \| \| \| Basidiomycota \| \| \| \| |
|  |                                                              |
|  | Ascomycota                                                   |
|  |                                                              |
|  | Basidiomycota                                                |
|  |                                                              |

|  | Ascomycota    |
|  |               |
|  | Basidiomycota |
|  |               |

|  | Entorrhizomycota                                             |
|  |                                                              |
|  | \| \| Ascomycota \| \| \| \| \| \| Basidiomycota \| \| \| \| |
|  |                                                              |
|  | Ascomycota                                                   |
|  |                                                              |
|  | Basidiomycota                                                |
|  |                                                              |

|  | Ascomycota    |
|  |               |
|  | Basidiomycota |
|  |               |

|  | Entorrhizomycota                                             |
|  |                                                              |
|  | \| \| Ascomycota \| \| \| \| \| \| Basidiomycota \| \| \| \| |
|  |                                                              |
|  | Ascomycota                                                   |
|  |                                                              |
|  | Basidiomycota                                                |
|  |                                                              |

|  | Ascomycota    |
|  |               |
|  | Basidiomycota |
|  |               |

|  | Entorrhizomycota                                             |
|  |                                                              |
|  | \| \| Ascomycota \| \| \| \| \| \| Basidiomycota \| \| \| \| |
|  |                                                              |
|  | Ascomycota                                                   |
|  |                                                              |
|  | Basidiomycota                                                |
|  |                                                              |

|  | Ascomycota    |
|  |               |
|  | Basidiomycota |
|  |               |

|  | Entorrhizomycota                                             |
|  |                                                              |
|  | \| \| Ascomycota \| \| \| \| \| \| Basidiomycota \| \| \| \| |
|  |                                                              |
|  | Ascomycota                                                   |
|  |                                                              |
|  | Basidiomycota                                                |
|  |                                                              |

|  | Ascomycota    |
|  |               |
|  | Basidiomycota |
|  |               |

|  | Entorrhizomycota                                             |
|  |                                                              |
|  | \| \| Ascomycota \| \| \| \| \| \| Basidiomycota \| \| \| \| |
|  |                                                              |
|  | Ascomycota                                                   |
|  |                                                              |
|  | Basidiomycota                                                |
|  |                                                              |

|  | Ascomycota    |
|  |               |
|  | Basidiomycota |
|  |               |

|  | Entorrhizomycota                                             |
|  |                                                              |
|  | \| \| Ascomycota \| \| \| \| \| \| Basidiomycota \| \| \| \| |
|  |                                                              |
|  | Ascomycota                                                   |
|  |                                                              |
|  | Basidiomycota                                                |
|  |                                                              |

|  | Ascomycota    |
|  |               |
|  | Basidiomycota |
|  |               |

|  | Entorrhizomycota                                             |
|  |                                                              |
|  | \| \| Ascomycota \| \| \| \| \| \| Basidiomycota \| \| \| \| |
|  |                                                              |
|  | Ascomycota                                                   |
|  |                                                              |
|  | Basidiomycota                                                |
|  |                                                              |

|  | Ascomycota    |
|  |               |
|  | Basidiomycota |
|  |               |

|  | Entorrhizomycota                                             |
|  |                                                              |
|  | \| \| Ascomycota \| \| \| \| \| \| Basidiomycota \| \| \| \| |
|  |                                                              |
|  | Ascomycota                                                   |
|  |                                                              |
|  | Basidiomycota                                                |
|  |                                                              |

|  | Ascomycota    |
|  |               |
|  | Basidiomycota |
|  |               |

|  | Entorrhizomycota                                             |
|  |                                                              |
|  | \| \| Ascomycota \| \| \| \| \| \| Basidiomycota \| \| \| \| |
|  |                                                              |
|  | Ascomycota                                                   |
|  |                                                              |
|  | Basidiomycota                                                |
|  |                                                              |

|  | Ascomycota    |
|  |               |
|  | Basidiomycota |
|  |               |

|  | Entorrhizomycota                                             |
|  |                                                              |
|  | \| \| Ascomycota \| \| \| \| \| \| Basidiomycota \| \| \| \| |
|  |                                                              |
|  | Ascomycota                                                   |
|  |                                                              |
|  | Basidiomycota                                                |
|  |                                                              |

|  | Ascomycota    |
|  |               |
|  | Basidiomycota |
|  |               |

|  | Entorrhizomycota                                             |
|  |                                                              |
|  | \| \| Ascomycota \| \| \| \| \| \| Basidiomycota \| \| \| \| |
|  |                                                              |
|  | Ascomycota                                                   |
|  |                                                              |
|  | Basidiomycota                                                |
|  |                                                              |

|  | Ascomycota    |
|  |               |
|  | Basidiomycota |
|  |               |

|  | Entorrhizomycota                                             |
|  |                                                              |
|  | \| \| Ascomycota \| \| \| \| \| \| Basidiomycota \| \| \| \| |
|  |                                                              |
|  | Ascomycota                                                   |
|  |                                                              |
|  | Basidiomycota                                                |
|  |                                                              |

|  | Ascomycota    |
|  |               |
|  | Basidiomycota |
|  |               |

|  | Entorrhizomycota                                             |
|  |                                                              |
|  | \| \| Ascomycota \| \| \| \| \| \| Basidiomycota \| \| \| \| |
|  |                                                              |
|  | Ascomycota                                                   |
|  |                                                              |
|  | Basidiomycota                                                |
|  |                                                              |

|  | Ascomycota    |
|  |               |
|  | Basidiomycota |
|  |               |

|  | Entorrhizomycota                                             |
|  |                                                              |
|  | \| \| Ascomycota \| \| \| \| \| \| Basidiomycota \| \| \| \| |
|  |                                                              |
|  | Ascomycota                                                   |
|  |                                                              |
|  | Basidiomycota                                                |
|  |                                                              |

|  | Ascomycota    |
|  |               |
|  | Basidiomycota |
|  |               |

|  | Entorrhizomycota                                             |
|  |                                                              |
|  | \| \| Ascomycota \| \| \| \| \| \| Basidiomycota \| \| \| \| |
|  |                                                              |
|  | Ascomycota                                                   |
|  |                                                              |
|  | Basidiomycota                                                |
|  |                                                              |

|  | Ascomycota    |
|  |               |
|  | Basidiomycota |
|  |               |

|  | Entorrhizomycota                                             |
|  |                                                              |
|  | \| \| Ascomycota \| \| \| \| \| \| Basidiomycota \| \| \| \| |
|  |                                                              |
|  | Ascomycota                                                   |
|  |                                                              |
|  | Basidiomycota                                                |
|  |                                                              |

|  | Ascomycota    |
|  |               |
|  | Basidiomycota |
|  |               |

|  | Entorrhizomycota                                             |
|  |                                                              |
|  | \| \| Ascomycota \| \| \| \| \| \| Basidiomycota \| \| \| \| |
|  |                                                              |
|  | Ascomycota                                                   |
|  |                                                              |
|  | Basidiomycota                                                |
|  |                                                              |

|  | Ascomycota    |
|  |               |
|  | Basidiomycota |
|  |               |

|  | Entorrhizomycota                                             |
|  |                                                              |
|  | \| \| Ascomycota \| \| \| \| \| \| Basidiomycota \| \| \| \| |
|  |                                                              |
|  | Ascomycota                                                   |
|  |                                                              |
|  | Basidiomycota                                                |
|  |                                                              |

|  | Ascomycota    |
|  |               |
|  | Basidiomycota |
|  |               |

|  | Entorrhizomycota                                             |
|  |                                                              |
|  | \| \| Ascomycota \| \| \| \| \| \| Basidiomycota \| \| \| \| |
|  |                                                              |
|  | Ascomycota                                                   |
|  |                                                              |
|  | Basidiomycota                                                |
|  |                                                              |

|  | Ascomycota    |
|  |               |
|  | Basidiomycota |
|  |               |

|  | Entorrhizomycota                                             |
|  |                                                              |
|  | \| \| Ascomycota \| \| \| \| \| \| Basidiomycota \| \| \| \| |
|  |                                                              |
|  | Ascomycota                                                   |
|  |                                                              |
|  | Basidiomycota                                                |
|  |                                                              |

|  | Ascomycota    |
|  |               |
|  | Basidiomycota |
|  |               |

|  | Entorrhizomycota                                             |
|  |                                                              |
|  | \| \| Ascomycota \| \| \| \| \| \| Basidiomycota \| \| \| \| |
|  |                                                              |
|  | Ascomycota                                                   |
|  |                                                              |
|  | Basidiomycota                                                |
|  |                                                              |

|  | Ascomycota    |
|  |               |
|  | Basidiomycota |
|  |               |

|  | Entorrhizomycota                                             |
|  |                                                              |
|  | \| \| Ascomycota \| \| \| \| \| \| Basidiomycota \| \| \| \| |
|  |                                                              |
|  | Ascomycota                                                   |
|  |                                                              |
|  | Basidiomycota                                                |
|  |                                                              |

|  | Ascomycota    |
|  |               |
|  | Basidiomycota |
|  |               |

|  | Entorrhizomycota                                             |
|  |                                                              |
|  | \| \| Ascomycota \| \| \| \| \| \| Basidiomycota \| \| \| \| |
|  |                                                              |
|  | Ascomycota                                                   |
|  |                                                              |
|  | Basidiomycota                                                |
|  |                                                              |

|  | Ascomycota    |
|  |               |
|  | Basidiomycota |
|  |               |

|  | Entorrhizomycota                                             |
|  |                                                              |
|  | \| \| Ascomycota \| \| \| \| \| \| Basidiomycota \| \| \| \| |
|  |                                                              |
|  | Ascomycota                                                   |
|  |                                                              |
|  | Basidiomycota                                                |
|  |                                                              |

|  | Ascomycota    |
|  |               |
|  | Basidiomycota |
|  |               |

|  | Entorrhizomycota                                             |
|  |                                                              |
|  | \| \| Ascomycota \| \| \| \| \| \| Basidiomycota \| \| \| \| |
|  |                                                              |
|  | Ascomycota                                                   |
|  |                                                              |
|  | Basidiomycota                                                |
|  |                                                              |

|  | Ascomycota    |
|  |               |
|  | Basidiomycota |
|  |               |

|  | Entorrhizomycota                                             |
|  |                                                              |
|  | \| \| Ascomycota \| \| \| \| \| \| Basidiomycota \| \| \| \| |
|  |                                                              |
|  | Ascomycota                                                   |
|  |                                                              |
|  | Basidiomycota                                                |
|  |                                                              |

|  | Ascomycota    |
|  |               |
|  | Basidiomycota |
|  |               |

|  | Entorrhizomycota                                             |
|  |                                                              |
|  | \| \| Ascomycota \| \| \| \| \| \| Basidiomycota \| \| \| \| |
|  |                                                              |
|  | Ascomycota                                                   |
|  |                                                              |
|  | Basidiomycota                                                |
|  |                                                              |

|  | Ascomycota    |
|  |               |
|  | Basidiomycota |
|  |               |

|  | Entorrhizomycota                                             |
|  |                                                              |
|  | \| \| Ascomycota \| \| \| \| \| \| Basidiomycota \| \| \| \| |
|  |                                                              |
|  | Ascomycota                                                   |
|  |                                                              |
|  | Basidiomycota                                                |
|  |                                                              |

|  | Ascomycota    |
|  |               |
|  | Basidiomycota |
|  |               |

|  | Entorrhizomycota                                             |
|  |                                                              |
|  | \| \| Ascomycota \| \| \| \| \| \| Basidiomycota \| \| \| \| |
|  |                                                              |
|  | Ascomycota                                                   |
|  |                                                              |
|  | Basidiomycota                                                |
|  |                                                              |

|  | Ascomycota    |
|  |               |
|  | Basidiomycota |
|  |               |

|  | Entorrhizomycota                                             |
|  |                                                              |
|  | \| \| Ascomycota \| \| \| \| \| \| Basidiomycota \| \| \| \| |
|  |                                                              |
|  | Ascomycota                                                   |
|  |                                                              |
|  | Basidiomycota                                                |
|  |                                                              |

|  | Ascomycota    |
|  |               |
|  | Basidiomycota |
|  |               |

|  | Entorrhizomycota                                             |
|  |                                                              |
|  | \| \| Ascomycota \| \| \| \| \| \| Basidiomycota \| \| \| \| |
|  |                                                              |
|  | Ascomycota                                                   |
|  |                                                              |
|  | Basidiomycota                                                |
|  |                                                              |

|  | Ascomycota    |
|  |               |
|  | Basidiomycota |
|  |               |

|  | Entorrhizomycota                                             |
|  |                                                              |
|  | \| \| Ascomycota \| \| \| \| \| \| Basidiomycota \| \| \| \| |
|  |                                                              |
|  | Ascomycota                                                   |
|  |                                                              |
|  | Basidiomycota                                                |
|  |                                                              |

|  | Ascomycota    |
|  |               |
|  | Basidiomycota |
|  |               |

|  | Entorrhizomycota                                             |
|  |                                                              |
|  | \| \| Ascomycota \| \| \| \| \| \| Basidiomycota \| \| \| \| |
|  |                                                              |
|  | Ascomycota                                                   |
|  |                                                              |
|  | Basidiomycota                                                |
|  |                                                              |

|  | Ascomycota    |
|  |               |
|  | Basidiomycota |
|  |               |

|  | Entorrhizomycota                                             |
|  |                                                              |
|  | \| \| Ascomycota \| \| \| \| \| \| Basidiomycota \| \| \| \| |
|  |                                                              |
|  | Ascomycota                                                   |
|  |                                                              |
|  | Basidiomycota                                                |
|  |                                                              |

|  | Ascomycota    |
|  |               |
|  | Basidiomycota |
|  |               |

|  | Entorrhizomycota                                             |
|  |                                                              |
|  | \| \| Ascomycota \| \| \| \| \| \| Basidiomycota \| \| \| \| |
|  |                                                              |
|  | Ascomycota                                                   |
|  |                                                              |
|  | Basidiomycota                                                |
|  |                                                              |

|  | Ascomycota    |
|  |               |
|  | Basidiomycota |
|  |               |

|  | Entorrhizomycota                                             |
|  |                                                              |
|  | \| \| Ascomycota \| \| \| \| \| \| Basidiomycota \| \| \| \| |
|  |                                                              |
|  | Ascomycota                                                   |
|  |                                                              |
|  | Basidiomycota                                                |
|  |                                                              |

|  | Ascomycota    |
|  |               |
|  | Basidiomycota |
|  |               |

|  | Entorrhizomycota                                             |
|  |                                                              |
|  | \| \| Ascomycota \| \| \| \| \| \| Basidiomycota \| \| \| \| |
|  |                                                              |
|  | Ascomycota                                                   |
|  |                                                              |
|  | Basidiomycota                                                |
|  |                                                              |

|  | Ascomycota    |
|  |               |
|  | Basidiomycota |
|  |               |

|  | Entorrhizomycota                                             |
|  |                                                              |
|  | \| \| Ascomycota \| \| \| \| \| \| Basidiomycota \| \| \| \| |
|  |                                                              |
|  | Ascomycota                                                   |
|  |                                                              |
|  | Basidiomycota                                                |
|  |                                                              |

|  | Ascomycota    |
|  |               |
|  | Basidiomycota |
|  |               |

|  | Entorrhizomycota                                             |
|  |                                                              |
|  | \| \| Ascomycota \| \| \| \| \| \| Basidiomycota \| \| \| \| |
|  |                                                              |
|  | Ascomycota                                                   |
|  |                                                              |
|  | Basidiomycota                                                |
|  |                                                              |

|  | Ascomycota    |
|  |               |
|  | Basidiomycota |
|  |               |

|  | Entorrhizomycota                                             |
|  |                                                              |
|  | \| \| Ascomycota \| \| \| \| \| \| Basidiomycota \| \| \| \| |
|  |                                                              |
|  | Ascomycota                                                   |
|  |                                                              |
|  | Basidiomycota                                                |
|  |                                                              |

|  | Ascomycota    |
|  |               |
|  | Basidiomycota |
|  |               |

|  | Entorrhizomycota                                             |
|  |                                                              |
|  | \| \| Ascomycota \| \| \| \| \| \| Basidiomycota \| \| \| \| |
|  |                                                              |
|  | Ascomycota                                                   |
|  |                                                              |
|  | Basidiomycota                                                |
|  |                                                              |

|  | Ascomycota    |
|  |               |
|  | Basidiomycota |
|  |               |

|  | Entorrhizomycota                                             |
|  |                                                              |
|  | \| \| Ascomycota \| \| \| \| \| \| Basidiomycota \| \| \| \| |
|  |                                                              |
|  | Ascomycota                                                   |
|  |                                                              |
|  | Basidiomycota                                                |
|  |                                                              |

|  | Ascomycota    |
|  |               |
|  | Basidiomycota |
|  |               |

|  | Entorrhizomycota                                             |
|  |                                                              |
|  | \| \| Ascomycota \| \| \| \| \| \| Basidiomycota \| \| \| \| |
|  |                                                              |
|  | Ascomycota                                                   |
|  |                                                              |
|  | Basidiomycota                                                |
|  |                                                              |

|  | Ascomycota    |
|  |               |
|  | Basidiomycota |
|  |               |

|  | Entorrhizomycota                                             |
|  |                                                              |
|  | \| \| Ascomycota \| \| \| \| \| \| Basidiomycota \| \| \| \| |
|  |                                                              |
|  | Ascomycota                                                   |
|  |                                                              |
|  | Basidiomycota                                                |
|  |                                                              |

|  | Ascomycota    |
|  |               |
|  | Basidiomycota |
|  |               |

|  | Entorrhizomycota                                             |
|  |                                                              |
|  | \| \| Ascomycota \| \| \| \| \| \| Basidiomycota \| \| \| \| |
|  |                                                              |
|  | Ascomycota                                                   |
|  |                                                              |
|  | Basidiomycota                                                |
|  |                                                              |

|  | Ascomycota    |
|  |               |
|  | Basidiomycota |
|  |               |

|  | Entorrhizomycota                                             |
|  |                                                              |
|  | \| \| Ascomycota \| \| \| \| \| \| Basidiomycota \| \| \| \| |
|  |                                                              |
|  | Ascomycota                                                   |
|  |                                                              |
|  | Basidiomycota                                                |
|  |                                                              |

|  | Ascomycota    |
|  |               |
|  | Basidiomycota |
|  |               |

|  | Entorrhizomycota                                             |
|  |                                                              |
|  | \| \| Ascomycota \| \| \| \| \| \| Basidiomycota \| \| \| \| |
|  |                                                              |
|  | Ascomycota                                                   |
|  |                                                              |
|  | Basidiomycota                                                |
|  |                                                              |

|  | Ascomycota    |
|  |               |
|  | Basidiomycota |
|  |               |

|  | Entorrhizomycota                                             |
|  |                                                              |
|  | \| \| Ascomycota \| \| \| \| \| \| Basidiomycota \| \| \| \| |
|  |                                                              |
|  | Ascomycota                                                   |
|  |                                                              |
|  | Basidiomycota                                                |
|  |                                                              |

|  | Ascomycota    |
|  |               |
|  | Basidiomycota |
|  |               |

|  | Entorrhizomycota                                             |
|  |                                                              |
|  | \| \| Ascomycota \| \| \| \| \| \| Basidiomycota \| \| \| \| |
|  |                                                              |
|  | Ascomycota                                                   |
|  |                                                              |
|  | Basidiomycota                                                |
|  |                                                              |

|  | Ascomycota    |
|  |               |
|  | Basidiomycota |
|  |               |

|  | Entorrhizomycota                                             |
|  |                                                              |
|  | \| \| Ascomycota \| \| \| \| \| \| Basidiomycota \| \| \| \| |
|  |                                                              |
|  | Ascomycota                                                   |
|  |                                                              |
|  | Basidiomycota                                                |
|  |                                                              |

|  | Ascomycota    |
|  |               |
|  | Basidiomycota |
|  |               |

|  | Entorrhizomycota                                             |
|  |                                                              |
|  | \| \| Ascomycota \| \| \| \| \| \| Basidiomycota \| \| \| \| |
|  |                                                              |
|  | Ascomycota                                                   |
|  |                                                              |
|  | Basidiomycota                                                |
|  |                                                              |

|  | Ascomycota    |
|  |               |
|  | Basidiomycota |
|  |               |

|  | Entorrhizomycota                                             |
|  |                                                              |
|  | \| \| Ascomycota \| \| \| \| \| \| Basidiomycota \| \| \| \| |
|  |                                                              |
|  | Ascomycota                                                   |
|  |                                                              |
|  | Basidiomycota                                                |
|  |                                                              |

|  | Ascomycota    |
|  |               |
|  | Basidiomycota |
|  |               |

|  | Entorrhizomycota                                             |
|  |                                                              |
|  | \| \| Ascomycota \| \| \| \| \| \| Basidiomycota \| \| \| \| |
|  |                                                              |
|  | Ascomycota                                                   |
|  |                                                              |
|  | Basidiomycota                                                |
|  |                                                              |

|  | Ascomycota    |
|  |               |
|  | Basidiomycota |
|  |               |

|  | Entorrhizomycota                                             |
|  |                                                              |
|  | \| \| Ascomycota \| \| \| \| \| \| Basidiomycota \| \| \| \| |
|  |                                                              |
|  | Ascomycota                                                   |
|  |                                                              |
|  | Basidiomycota                                                |
|  |                                                              |

|  | Ascomycota    |
|  |               |
|  | Basidiomycota |
|  |               |

|  | Entorrhizomycota                                             |
|  |                                                              |
|  | \| \| Ascomycota \| \| \| \| \| \| Basidiomycota \| \| \| \| |
|  |                                                              |
|  | Ascomycota                                                   |
|  |                                                              |
|  | Basidiomycota                                                |
|  |                                                              |

|  | Ascomycota    |
|  |               |
|  | Basidiomycota |
|  |               |

|  | Entorrhizomycota                                             |
|  |                                                              |
|  | \| \| Ascomycota \| \| \| \| \| \| Basidiomycota \| \| \| \| |
|  |                                                              |
|  | Ascomycota                                                   |
|  |                                                              |
|  | Basidiomycota                                                |
|  |                                                              |

|  | Ascomycota    |
|  |               |
|  | Basidiomycota |
|  |               |

|  | Entorrhizomycota                                             |
|  |                                                              |
|  | \| \| Ascomycota \| \| \| \| \| \| Basidiomycota \| \| \| \| |
|  |                                                              |
|  | Ascomycota                                                   |
|  |                                                              |
|  | Basidiomycota                                                |
|  |                                                              |

|  | Ascomycota    |
|  |               |
|  | Basidiomycota |
|  |               |

|  | Entorrhizomycota                                             |
|  |                                                              |
|  | \| \| Ascomycota \| \| \| \| \| \| Basidiomycota \| \| \| \| |
|  |                                                              |
|  | Ascomycota                                                   |
|  |                                                              |
|  | Basidiomycota                                                |
|  |                                                              |

|  | Ascomycota    |
|  |               |
|  | Basidiomycota |
|  |               |

|  | Entorrhizomycota                                             |
|  |                                                              |
|  | \| \| Ascomycota \| \| \| \| \| \| Basidiomycota \| \| \| \| |
|  |                                                              |
|  | Ascomycota                                                   |
|  |                                                              |
|  | Basidiomycota                                                |
|  |                                                              |

|  | Ascomycota    |
|  |               |
|  | Basidiomycota |
|  |               |

|  | Entorrhizomycota                                             |
|  |                                                              |
|  | \| \| Ascomycota \| \| \| \| \| \| Basidiomycota \| \| \| \| |
|  |                                                              |
|  | Ascomycota                                                   |
|  |                                                              |
|  | Basidiomycota                                                |
|  |                                                              |

|  | Ascomycota    |
|  |               |
|  | Basidiomycota |
|  |               |

|  | Entorrhizomycota                                             |
|  |                                                              |
|  | \| \| Ascomycota \| \| \| \| \| \| Basidiomycota \| \| \| \| |
|  |                                                              |
|  | Ascomycota                                                   |
|  |                                                              |
|  | Basidiomycota                                                |
|  |                                                              |

|  | Ascomycota    |
|  |               |
|  | Basidiomycota |
|  |               |

|  | Entorrhizomycota                                             |
|  |                                                              |
|  | \| \| Ascomycota \| \| \| \| \| \| Basidiomycota \| \| \| \| |
|  |                                                              |
|  | Ascomycota                                                   |
|  |                                                              |
|  | Basidiomycota                                                |
|  |                                                              |

|  | Ascomycota    |
|  |               |
|  | Basidiomycota |
|  |               |

|  | Entorrhizomycota                                             |
|  |                                                              |
|  | \| \| Ascomycota \| \| \| \| \| \| Basidiomycota \| \| \| \| |
|  |                                                              |
|  | Ascomycota                                                   |
|  |                                                              |
|  | Basidiomycota                                                |
|  |                                                              |

|  | Ascomycota    |
|  |               |
|  | Basidiomycota |
|  |               |

|  | Entorrhizomycota                                             |
|  |                                                              |
|  | \| \| Ascomycota \| \| \| \| \| \| Basidiomycota \| \| \| \| |
|  |                                                              |
|  | Ascomycota                                                   |
|  |                                                              |
|  | Basidiomycota                                                |
|  |                                                              |

|  | Ascomycota    |
|  |               |
|  | Basidiomycota |
|  |               |

|  | Entorrhizomycota                                             |
|  |                                                              |
|  | \| \| Ascomycota \| \| \| \| \| \| Basidiomycota \| \| \| \| |
|  |                                                              |
|  | Ascomycota                                                   |
|  |                                                              |
|  | Basidiomycota                                                |
|  |                                                              |

|  | Ascomycota    |
|  |               |
|  | Basidiomycota |
|  |               |

|  | Entorrhizomycota                                             |
|  |                                                              |
|  | \| \| Ascomycota \| \| \| \| \| \| Basidiomycota \| \| \| \| |
|  |                                                              |
|  | Ascomycota                                                   |
|  |                                                              |
|  | Basidiomycota                                                |
|  |                                                              |

|  | Ascomycota    |
|  |               |
|  | Basidiomycota |
|  |               |

|  | Entorrhizomycota                                             |
|  |                                                              |
|  | \| \| Ascomycota \| \| \| \| \| \| Basidiomycota \| \| \| \| |
|  |                                                              |
|  | Ascomycota                                                   |
|  |                                                              |
|  | Basidiomycota                                                |
|  |                                                              |

|  | Ascomycota    |
|  |               |
|  | Basidiomycota |
|  |               |

|  | Entorrhizomycota                                             |
|  |                                                              |
|  | \| \| Ascomycota \| \| \| \| \| \| Basidiomycota \| \| \| \| |
|  |                                                              |
|  | Ascomycota                                                   |
|  |                                                              |
|  | Basidiomycota                                                |
|  |                                                              |

|  | Ascomycota    |
|  |               |
|  | Basidiomycota |
|  |               |

|  | Entorrhizomycota                                             |
|  |                                                              |
|  | \| \| Ascomycota \| \| \| \| \| \| Basidiomycota \| \| \| \| |
|  |                                                              |
|  | Ascomycota                                                   |
|  |                                                              |
|  | Basidiomycota                                                |
|  |                                                              |

|  | Ascomycota    |
|  |               |
|  | Basidiomycota |
|  |               |

|  | Entorrhizomycota                                             |
|  |                                                              |
|  | \| \| Ascomycota \| \| \| \| \| \| Basidiomycota \| \| \| \| |
|  |                                                              |
|  | Ascomycota                                                   |
|  |                                                              |
|  | Basidiomycota                                                |
|  |                                                              |

|  | Ascomycota    |
|  |               |
|  | Basidiomycota |
|  |               |

|  | Entorrhizomycota                                             |
|  |                                                              |
|  | \| \| Ascomycota \| \| \| \| \| \| Basidiomycota \| \| \| \| |
|  |                                                              |
|  | Ascomycota                                                   |
|  |                                                              |
|  | Basidiomycota                                                |
|  |                                                              |

|  | Ascomycota    |
|  |               |
|  | Basidiomycota |
|  |               |

|  | Entorrhizomycota                                             |
|  |                                                              |
|  | \| \| Ascomycota \| \| \| \| \| \| Basidiomycota \| \| \| \| |
|  |                                                              |
|  | Ascomycota                                                   |
|  |                                                              |
|  | Basidiomycota                                                |
|  |                                                              |

|  | Ascomycota    |
|  |               |
|  | Basidiomycota |
|  |               |

|  | Entorrhizomycota                                             |
|  |                                                              |
|  | \| \| Ascomycota \| \| \| \| \| \| Basidiomycota \| \| \| \| |
|  |                                                              |
|  | Ascomycota                                                   |
|  |                                                              |
|  | Basidiomycota                                                |
|  |                                                              |

|  | Ascomycota    |
|  |               |
|  | Basidiomycota |
|  |               |

|  | Entorrhizomycota                                             |
|  |                                                              |
|  | \| \| Ascomycota \| \| \| \| \| \| Basidiomycota \| \| \| \| |
|  |                                                              |
|  | Ascomycota                                                   |
|  |                                                              |
|  | Basidiomycota                                                |
|  |                                                              |

|  | Ascomycota    |
|  |               |
|  | Basidiomycota |
|  |               |

|  | Entorrhizomycota                                             |
|  |                                                              |
|  | \| \| Ascomycota \| \| \| \| \| \| Basidiomycota \| \| \| \| |
|  |                                                              |
|  | Ascomycota                                                   |
|  |                                                              |
|  | Basidiomycota                                                |
|  |                                                              |

|  | Ascomycota    |
|  |               |
|  | Basidiomycota |
|  |               |

|  | Entorrhizomycota                                             |
|  |                                                              |
|  | \| \| Ascomycota \| \| \| \| \| \| Basidiomycota \| \| \| \| |
|  |                                                              |
|  | Ascomycota                                                   |
|  |                                                              |
|  | Basidiomycota                                                |
|  |                                                              |

|  | Ascomycota    |
|  |               |
|  | Basidiomycota |
|  |               |

|  | Entorrhizomycota                                             |
|  |                                                              |
|  | \| \| Ascomycota \| \| \| \| \| \| Basidiomycota \| \| \| \| |
|  |                                                              |
|  | Ascomycota                                                   |
|  |                                                              |
|  | Basidiomycota                                                |
|  |                                                              |

|  | Ascomycota    |
|  |               |
|  | Basidiomycota |
|  |               |

|  | Entorrhizomycota                                             |
|  |                                                              |
|  | \| \| Ascomycota \| \| \| \| \| \| Basidiomycota \| \| \| \| |
|  |                                                              |
|  | Ascomycota                                                   |
|  |                                                              |
|  | Basidiomycota                                                |
|  |                                                              |

|  | Ascomycota    |
|  |               |
|  | Basidiomycota |
|  |               |

|  | Entorrhizomycota                                             |
|  |                                                              |
|  | \| \| Ascomycota \| \| \| \| \| \| Basidiomycota \| \| \| \| |
|  |                                                              |
|  | Ascomycota                                                   |
|  |                                                              |
|  | Basidiomycota                                                |
|  |                                                              |

|  | Ascomycota    |
|  |               |
|  | Basidiomycota |
|  |               |

|  | Entorrhizomycota                                             |
|  |                                                              |
|  | \| \| Ascomycota \| \| \| \| \| \| Basidiomycota \| \| \| \| |
|  |                                                              |
|  | Ascomycota                                                   |
|  |                                                              |
|  | Basidiomycota                                                |
|  |                                                              |

|  | Ascomycota    |
|  |               |
|  | Basidiomycota |
|  |               |

|  | Entorrhizomycota                                             |
|  |                                                              |
|  | \| \| Ascomycota \| \| \| \| \| \| Basidiomycota \| \| \| \| |
|  |                                                              |
|  | Ascomycota                                                   |
|  |                                                              |
|  | Basidiomycota                                                |
|  |                                                              |

|  | Ascomycota    |
|  |               |
|  | Basidiomycota |
|  |               |

|  | Entorrhizomycota                                             |
|  |                                                              |
|  | \| \| Ascomycota \| \| \| \| \| \| Basidiomycota \| \| \| \| |
|  |                                                              |
|  | Ascomycota                                                   |
|  |                                                              |
|  | Basidiomycota                                                |
|  |                                                              |

|  | Ascomycota    |
|  |               |
|  | Basidiomycota |
|  |               |

|  | Entorrhizomycota                                             |
|  |                                                              |
|  | \| \| Ascomycota \| \| \| \| \| \| Basidiomycota \| \| \| \| |
|  |                                                              |
|  | Ascomycota                                                   |
|  |                                                              |
|  | Basidiomycota                                                |
|  |                                                              |

|  | Ascomycota    |
|  |               |
|  | Basidiomycota |
|  |               |

|  | Entorrhizomycota                                             |
|  |                                                              |
|  | \| \| Ascomycota \| \| \| \| \| \| Basidiomycota \| \| \| \| |
|  |                                                              |
|  | Ascomycota                                                   |
|  |                                                              |
|  | Basidiomycota                                                |
|  |                                                              |

|  | Ascomycota    |
|  |               |
|  | Basidiomycota |
|  |               |

|  | Entorrhizomycota                                             |
|  |                                                              |
|  | \| \| Ascomycota \| \| \| \| \| \| Basidiomycota \| \| \| \| |
|  |                                                              |
|  | Ascomycota                                                   |
|  |                                                              |
|  | Basidiomycota                                                |
|  |                                                              |

|  | Ascomycota    |
|  |               |
|  | Basidiomycota |
|  |               |

|  | Entorrhizomycota                                             |
|  |                                                              |
|  | \| \| Ascomycota \| \| \| \| \| \| Basidiomycota \| \| \| \| |
|  |                                                              |
|  | Ascomycota                                                   |
|  |                                                              |
|  | Basidiomycota                                                |
|  |                                                              |

|  | Ascomycota    |
|  |               |
|  | Basidiomycota |
|  |               |

|  | Entorrhizomycota                                             |
|  |                                                              |
|  | \| \| Ascomycota \| \| \| \| \| \| Basidiomycota \| \| \| \| |
|  |                                                              |
|  | Ascomycota                                                   |
|  |                                                              |
|  | Basidiomycota                                                |
|  |                                                              |

|  | Ascomycota    |
|  |               |
|  | Basidiomycota |
|  |               |

|  | Entorrhizomycota                                             |
|  |                                                              |
|  | \| \| Ascomycota \| \| \| \| \| \| Basidiomycota \| \| \| \| |
|  |                                                              |
|  | Ascomycota                                                   |
|  |                                                              |
|  | Basidiomycota                                                |
|  |                                                              |

|  | Ascomycota    |
|  |               |
|  | Basidiomycota |
|  |               |

|  | Entorrhizomycota                                             |
|  |                                                              |
|  | \| \| Ascomycota \| \| \| \| \| \| Basidiomycota \| \| \| \| |
|  |                                                              |
|  | Ascomycota                                                   |
|  |                                                              |
|  | Basidiomycota                                                |
|  |                                                              |

|  | Ascomycota    |
|  |               |
|  | Basidiomycota |
|  |               |

|  | Entorrhizomycota                                             |
|  |                                                              |
|  | \| \| Ascomycota \| \| \| \| \| \| Basidiomycota \| \| \| \| |
|  |                                                              |
|  | Ascomycota                                                   |
|  |                                                              |
|  | Basidiomycota                                                |
|  |                                                              |

|  | Ascomycota    |
|  |               |
|  | Basidiomycota |
|  |               |

|  | Entorrhizomycota                                             |
|  |                                                              |
|  | \| \| Ascomycota \| \| \| \| \| \| Basidiomycota \| \| \| \| |
|  |                                                              |
|  | Ascomycota                                                   |
|  |                                                              |
|  | Basidiomycota                                                |
|  |                                                              |

|  | Ascomycota    |
|  |               |
|  | Basidiomycota |
|  |               |

|  | Entorrhizomycota                                             |
|  |                                                              |
|  | \| \| Ascomycota \| \| \| \| \| \| Basidiomycota \| \| \| \| |
|  |                                                              |
|  | Ascomycota                                                   |
|  |                                                              |
|  | Basidiomycota                                                |
|  |                                                              |

|  | Ascomycota    |
|  |               |
|  | Basidiomycota |
|  |               |

|  | Entorrhizomycota                                             |
|  |                                                              |
|  | \| \| Ascomycota \| \| \| \| \| \| Basidiomycota \| \| \| \| |
|  |                                                              |
|  | Ascomycota                                                   |
|  |                                                              |
|  | Basidiomycota                                                |
|  |                                                              |

|  | Ascomycota    |
|  |               |
|  | Basidiomycota |
|  |               |

|  | Entorrhizomycota                                             |
|  |                                                              |
|  | \| \| Ascomycota \| \| \| \| \| \| Basidiomycota \| \| \| \| |
|  |                                                              |
|  | Ascomycota                                                   |
|  |                                                              |
|  | Basidiomycota                                                |
|  |                                                              |

|  | Ascomycota    |
|  |               |
|  | Basidiomycota |
|  |               |

|  | Entorrhizomycota                                             |
|  |                                                              |
|  | \| \| Ascomycota \| \| \| \| \| \| Basidiomycota \| \| \| \| |
|  |                                                              |
|  | Ascomycota                                                   |
|  |                                                              |
|  | Basidiomycota                                                |
|  |                                                              |

|  | Ascomycota    |
|  |               |
|  | Basidiomycota |
|  |               |

|  | Entorrhizomycota                                             |
|  |                                                              |
|  | \| \| Ascomycota \| \| \| \| \| \| Basidiomycota \| \| \| \| |
|  |                                                              |
|  | Ascomycota                                                   |
|  |                                                              |
|  | Basidiomycota                                                |
|  |                                                              |

|  | Ascomycota    |
|  |               |
|  | Basidiomycota |
|  |               |

|  | Entorrhizomycota                                             |
|  |                                                              |
|  | \| \| Ascomycota \| \| \| \| \| \| Basidiomycota \| \| \| \| |
|  |                                                              |
|  | Ascomycota                                                   |
|  |                                                              |
|  | Basidiomycota                                                |
|  |                                                              |

|  | Ascomycota    |
|  |               |
|  | Basidiomycota |
|  |               |

|  | Entorrhizomycota                                             |
|  |                                                              |
|  | \| \| Ascomycota \| \| \| \| \| \| Basidiomycota \| \| \| \| |
|  |                                                              |
|  | Ascomycota                                                   |
|  |                                                              |
|  | Basidiomycota                                                |
|  |                                                              |

|  | Ascomycota    |
|  |               |
|  | Basidiomycota |
|  |               |

|  | Entorrhizomycota                                             |
|  |                                                              |
|  | \| \| Ascomycota \| \| \| \| \| \| Basidiomycota \| \| \| \| |
|  |                                                              |
|  | Ascomycota                                                   |
|  |                                                              |
|  | Basidiomycota                                                |
|  |                                                              |

|  | Ascomycota    |
|  |               |
|  | Basidiomycota |
|  |               |

|  | Entorrhizomycota                                             |
|  |                                                              |
|  | \| \| Ascomycota \| \| \| \| \| \| Basidiomycota \| \| \| \| |
|  |                                                              |
|  | Ascomycota                                                   |
|  |                                                              |
|  | Basidiomycota                                                |
|  |                                                              |

|  | Ascomycota    |
|  |               |
|  | Basidiomycota |
|  |               |

|  | Entorrhizomycota                                             |
|  |                                                              |
|  | \| \| Ascomycota \| \| \| \| \| \| Basidiomycota \| \| \| \| |
|  |                                                              |
|  | Ascomycota                                                   |
|  |                                                              |
|  | Basidiomycota                                                |
|  |                                                              |

|  | Ascomycota    |
|  |               |
|  | Basidiomycota |
|  |               |

|  | Entorrhizomycota                                             |
|  |                                                              |
|  | \| \| Ascomycota \| \| \| \| \| \| Basidiomycota \| \| \| \| |
|  |                                                              |
|  | Ascomycota                                                   |
|  |                                                              |
|  | Basidiomycota                                                |
|  |                                                              |

|  | Ascomycota    |
|  |               |
|  | Basidiomycota |
|  |               |

|  | Entorrhizomycota                                             |
|  |                                                              |
|  | \| \| Ascomycota \| \| \| \| \| \| Basidiomycota \| \| \| \| |
|  |                                                              |
|  | Ascomycota                                                   |
|  |                                                              |
|  | Basidiomycota                                                |
|  |                                                              |

|  | Ascomycota    |
|  |               |
|  | Basidiomycota |
|  |               |

|  | Entorrhizomycota                                             |
|  |                                                              |
|  | \| \| Ascomycota \| \| \| \| \| \| Basidiomycota \| \| \| \| |
|  |                                                              |
|  | Ascomycota                                                   |
|  |                                                              |
|  | Basidiomycota                                                |
|  |                                                              |

|  | Ascomycota    |
|  |               |
|  | Basidiomycota |
|  |               |

|  | Entorrhizomycota                                             |
|  |                                                              |
|  | \| \| Ascomycota \| \| \| \| \| \| Basidiomycota \| \| \| \| |
|  |                                                              |
|  | Ascomycota                                                   |
|  |                                                              |
|  | Basidiomycota                                                |
|  |                                                              |

|  | Ascomycota    |
|  |               |
|  | Basidiomycota |
|  |               |

|  | Entorrhizomycota                                             |
|  |                                                              |
|  | \| \| Ascomycota \| \| \| \| \| \| Basidiomycota \| \| \| \| |
|  |                                                              |
|  | Ascomycota                                                   |
|  |                                                              |
|  | Basidiomycota                                                |
|  |                                                              |

|  | Ascomycota    |
|  |               |
|  | Basidiomycota |
|  |               |

|  | Entorrhizomycota                                             |
|  |                                                              |
|  | \| \| Ascomycota \| \| \| \| \| \| Basidiomycota \| \| \| \| |
|  |                                                              |
|  | Ascomycota                                                   |
|  |                                                              |
|  | Basidiomycota                                                |
|  |                                                              |

|  | Ascomycota    |
|  |               |
|  | Basidiomycota |
|  |               |

|  | Entorrhizomycota                                             |
|  |                                                              |
|  | \| \| Ascomycota \| \| \| \| \| \| Basidiomycota \| \| \| \| |
|  |                                                              |
|  | Ascomycota                                                   |
|  |                                                              |
|  | Basidiomycota                                                |
|  |                                                              |

|  | Ascomycota    |
|  |               |
|  | Basidiomycota |
|  |               |

|  | Entorrhizomycota                                             |
|  |                                                              |
|  | \| \| Ascomycota \| \| \| \| \| \| Basidiomycota \| \| \| \| |
|  |                                                              |
|  | Ascomycota                                                   |
|  |                                                              |
|  | Basidiomycota                                                |
|  |                                                              |

|  | Ascomycota    |
|  |               |
|  | Basidiomycota |
|  |               |

|  | Entorrhizomycota                                             |
|  |                                                              |
|  | \| \| Ascomycota \| \| \| \| \| \| Basidiomycota \| \| \| \| |
|  |                                                              |
|  | Ascomycota                                                   |
|  |                                                              |
|  | Basidiomycota                                                |
|  |                                                              |

|  | Ascomycota    |
|  |               |
|  | Basidiomycota |
|  |               |

|  | Entorrhizomycota                                             |
|  |                                                              |
|  | \| \| Ascomycota \| \| \| \| \| \| Basidiomycota \| \| \| \| |
|  |                                                              |
|  | Ascomycota                                                   |
|  |                                                              |
|  | Basidiomycota                                                |
|  |                                                              |

|  | Ascomycota    |
|  |               |
|  | Basidiomycota |
|  |               |

|  | Entorrhizomycota                                             |
|  |                                                              |
|  | \| \| Ascomycota \| \| \| \| \| \| Basidiomycota \| \| \| \| |
|  |                                                              |
|  | Ascomycota                                                   |
|  |                                                              |
|  | Basidiomycota                                                |
|  |                                                              |

|  | Ascomycota    |
|  |               |
|  | Basidiomycota |
|  |               |

|  | Entorrhizomycota                                             |
|  |                                                              |
|  | \| \| Ascomycota \| \| \| \| \| \| Basidiomycota \| \| \| \| |
|  |                                                              |
|  | Ascomycota                                                   |
|  |                                                              |
|  | Basidiomycota                                                |
|  |                                                              |

|  | Ascomycota    |
|  |               |
|  | Basidiomycota |
|  |               |

|  | Entorrhizomycota                                             |
|  |                                                              |
|  | \| \| Ascomycota \| \| \| \| \| \| Basidiomycota \| \| \| \| |
|  |                                                              |
|  | Ascomycota                                                   |
|  |                                                              |
|  | Basidiomycota                                                |
|  |                                                              |

|  | Ascomycota    |
|  |               |
|  | Basidiomycota |
|  |               |

|  | Entorrhizomycota                                             |
|  |                                                              |
|  | \| \| Ascomycota \| \| \| \| \| \| Basidiomycota \| \| \| \| |
|  |                                                              |
|  | Ascomycota                                                   |
|  |                                                              |
|  | Basidiomycota                                                |
|  |                                                              |

|  | Ascomycota    |
|  |               |
|  | Basidiomycota |
|  |               |

|  | Entorrhizomycota                                             |
|  |                                                              |
|  | \| \| Ascomycota \| \| \| \| \| \| Basidiomycota \| \| \| \| |
|  |                                                              |
|  | Ascomycota                                                   |
|  |                                                              |
|  | Basidiomycota                                                |
|  |                                                              |

|  | Ascomycota    |
|  |               |
|  | Basidiomycota |
|  |               |

|  | Entorrhizomycota                                             |
|  |                                                              |
|  | \| \| Ascomycota \| \| \| \| \| \| Basidiomycota \| \| \| \| |
|  |                                                              |
|  | Ascomycota                                                   |
|  |                                                              |
|  | Basidiomycota                                                |
|  |                                                              |

|  | Ascomycota    |
|  |               |
|  | Basidiomycota |
|  |               |

|  | Entorrhizomycota                                             |
|  |                                                              |
|  | \| \| Ascomycota \| \| \| \| \| \| Basidiomycota \| \| \| \| |
|  |                                                              |
|  | Ascomycota                                                   |
|  |                                                              |
|  | Basidiomycota                                                |
|  |                                                              |

|  | Ascomycota    |
|  |               |
|  | Basidiomycota |
|  |               |

|  | Entorrhizomycota                                             |
|  |                                                              |
|  | \| \| Ascomycota \| \| \| \| \| \| Basidiomycota \| \| \| \| |
|  |                                                              |
|  | Ascomycota                                                   |
|  |                                                              |
|  | Basidiomycota                                                |
|  |                                                              |

|  | Ascomycota    |
|  |               |
|  | Basidiomycota |
|  |               |

|  | Entorrhizomycota                                             |
|  |                                                              |
|  | \| \| Ascomycota \| \| \| \| \| \| Basidiomycota \| \| \| \| |
|  |                                                              |
|  | Ascomycota                                                   |
|  |                                                              |
|  | Basidiomycota                                                |
|  |                                                              |

|  | Ascomycota    |
|  |               |
|  | Basidiomycota |
|  |               |

|  | Entorrhizomycota                                             |
|  |                                                              |
|  | \| \| Ascomycota \| \| \| \| \| \| Basidiomycota \| \| \| \| |
|  |                                                              |
|  | Ascomycota                                                   |
|  |                                                              |
|  | Basidiomycota                                                |
|  |                                                              |

|  | Ascomycota    |
|  |               |
|  | Basidiomycota |
|  |               |

|  | Entorrhizomycota                                             |
|  |                                                              |
|  | \| \| Ascomycota \| \| \| \| \| \| Basidiomycota \| \| \| \| |
|  |                                                              |
|  | Ascomycota                                                   |
|  |                                                              |
|  | Basidiomycota                                                |
|  |                                                              |

|  | Ascomycota    |
|  |               |
|  | Basidiomycota |
|  |               |

|  | Entorrhizomycota                                             |
|  |                                                              |
|  | \| \| Ascomycota \| \| \| \| \| \| Basidiomycota \| \| \| \| |
|  |                                                              |
|  | Ascomycota                                                   |
|  |                                                              |
|  | Basidiomycota                                                |
|  |                                                              |

|  | Ascomycota    |
|  |               |
|  | Basidiomycota |
|  |               |

|  | Entorrhizomycota                                             |
|  |                                                              |
|  | \| \| Ascomycota \| \| \| \| \| \| Basidiomycota \| \| \| \| |
|  |                                                              |
|  | Ascomycota                                                   |
|  |                                                              |
|  | Basidiomycota                                                |
|  |                                                              |

|  | Ascomycota    |
|  |               |
|  | Basidiomycota |
|  |               |

|  | Entorrhizomycota                                             |
|  |                                                              |
|  | \| \| Ascomycota \| \| \| \| \| \| Basidiomycota \| \| \| \| |
|  |                                                              |
|  | Ascomycota                                                   |
|  |                                                              |
|  | Basidiomycota                                                |
|  |                                                              |

|  | Ascomycota    |
|  |               |
|  | Basidiomycota |
|  |               |

Fungi: Reino definido por la capacidad de sintetizar quitina. Se pueden establecer supergrupos de acuerdo con su filogenia y grado evolutivo:

### Opisthosporidia
Opisthosporidia, no se considera comúnmente como parte de los hongos verdaderos (Eumycota) y se han clasificado como protistas, pues además de ser unicelulares se consideraba que carecían de la típica pared de quitina de los hongos, sin embargo, Microsporidia y los grupos relacionados, sí presentan quitina a nivel de las zoosporas o la pared celular, agrupándose estos microorganismos parásitos en el clado Opisthosporidia. Es un grupo parafilético del cual se originan los hongos verdaderos (Eumycota).

### Eumycota
Eumycota es el grupo de los hongos verdaderos y se caracteriza por formar hifas. El ciclo de vida típico de Eumycota implica tres etapas: 1) el esporóforo produce y dispersa las esporas; 2) la espora germina y crece hasta formar el talo; 3) el talo finalmente fructifica y forma nuevamente esporóforos. Sexualmente el ciclo se puede resumir en: esporóforo (meiosis) → espora → talo → gametangio → cigoto → esporóforo. Históricamente Whittaker (1969) dividió a Eumycota en Opisthomastigomycota y Amastigomycota:
- Opisthomastigomycota, Chytridiomycota sensu lato, Ciliofungi o Zoosporiphera: Conocidos como quitridios, evolutivamente este grupo adquiere el desarrollo  multicelular a través de la capacidad de formar hifas y sus gametos y esporas (zoosporas) son flagelados. Es un grupo parafilético pues incluye a las divisiones Chytridiomycota y Blastocladiomycota.
- Amastigomycota o Eufungi: Grupo que presenta la adaptación al medio terrestre con pérdida de los flagelos en todo su ciclo de vida. Puede subdividirse en:
  - Zygomycota (parafilético), con reproducción sexual mediante zigosporas.
  - Dikarya, conocidos como hongos superiores, con micelio generalmente muy ramificado y tabicado, membrana quitinosa y células con dos núcleos (dicariotas).

## Uso

### Hongos ornamentales
Por la belleza que guardan los hongos, muchos se han usado con un fin estético y ornamental, incluyéndoselos en ofrendas que, acompañados con flores y ramas, son ofrecidas en diversas ceremonias. En la actualidad todavía es fácil encontrar esta costumbre en algunos grupos étnicos de México, como son la náhuatl en la sierra de Puebla-Tlaxcala; los zapotecas en Oaxaca y los tsotsiles y tojalabale en Chiapas. Los hongos que destacan entre los más empleados con este fin son los hongos psilocibios y la Amanita muscaria; esta última se ha convertido en el estereotipo de seta por lo altamente llamativa que es, ya que está compuesta por un talo blanco y una sombrilla (basidiocarpo) roja, moteada de color blanco.

### Hongos alimenticios

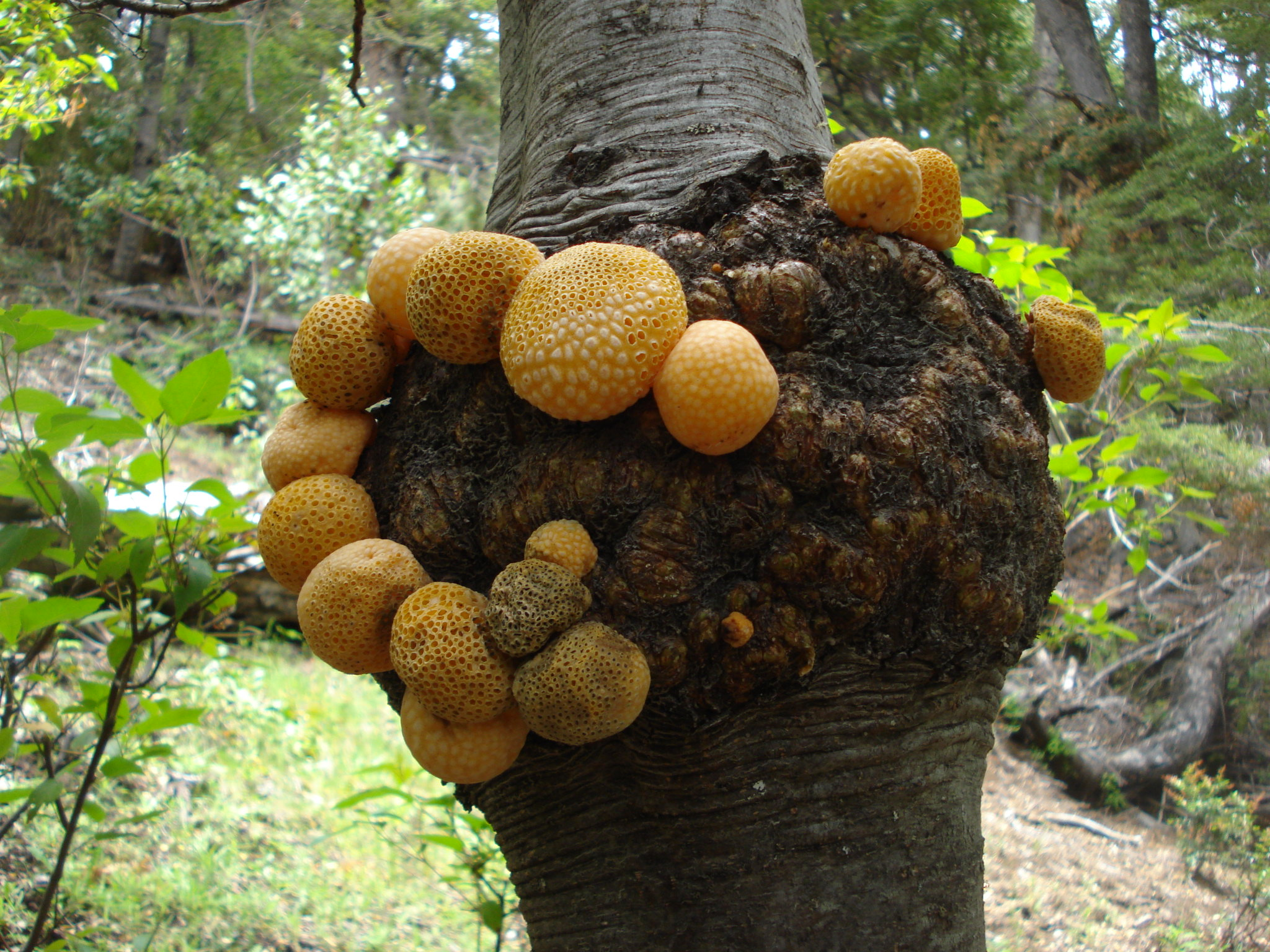
Cyttaria harioti, (dihueñe) Hongo parásito vegetal, comestible.

Quizás el primer empleo directo que se les dio a los hongos es el de alimento. El punto de vista nutricional, en general, contienen 90 % agua y 10 % de materia seca, de los cuales 27-8 % son proteínas, aproximadamente el 60 % corresponde a carbohidratos, en especial fibras dietéticas y 28 % son lípidos, entre los cuales destaca el ácido linoleico.
El contenido de minerales en los hongos comestibles varía entre el 6 y el 11 % según la especie; los que aparecen en mayor cantidad son: el calcio, el potasio, el fósforo, el magnesio, el cinc y el cobre.
En cuanto al contenido de vitaminas en los hongos comestibles son ricos en riboflavina (B2), niacina (B3), y folatos (B9).
Dentro de los hongos más consumidos tenemos a: Boletus edulis, Lactarius deliciosus, Russula brevipes y Amanita caesarea. Otros hongos que se consumen notablemente son: Agaricus campestris y A. bisporus, conocidos comúnmente como «champiñones» u «hongos de París»; la importancia de estos se debe a que son de las pocas especies que pueden cultivarse artificialmente y de manera industrial.
Los hongos microscópicos también han invertido directa o indirectamente para la creación de fuentes alimenticias y representan una expectativa de apoyo para el futuro; en este campo cabe citar los trabajos de obtención de biomasa, a partir de levaduras como Candida utilis, que se usa para mejorar el alimento forrajero.

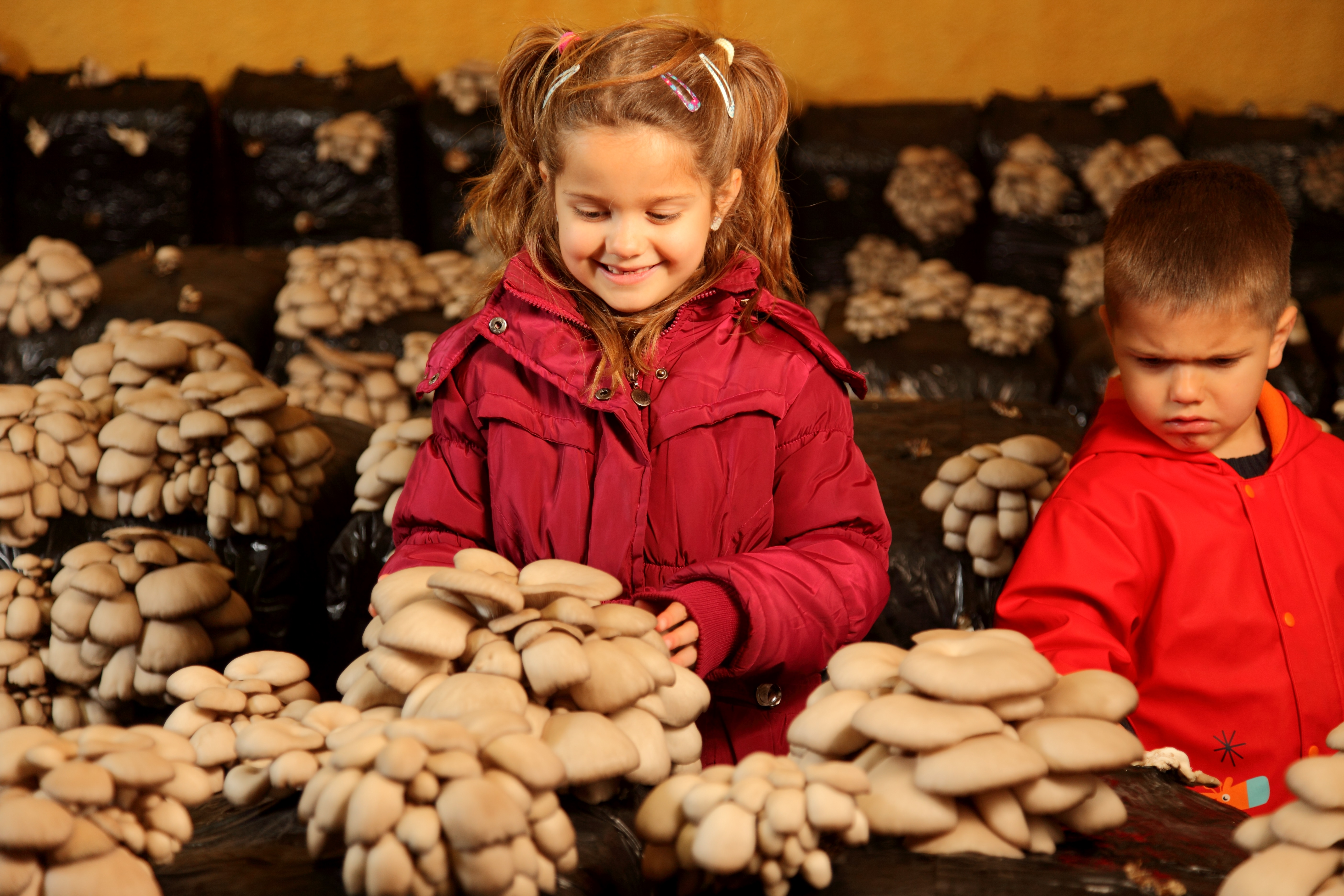
Cultivo de setas de ostra (Pleurotus ostreatus) en Pradejón (La Rioja, España).

El crecimiento de diversos hongos incluidos sobre algunos alimentos también pueden elevar el nivel nutricional de estos; por ejemplo, en los estados mexicanos de Chiapas y Tabasco, se consume una bebida fermentada a base de maíz molido, que se le conoce popularmente con el nombre de "pozol" o atole agrio, hay estudios realizados que indican que al aumentar los días de fermentación de este, se incrementa la forma microbiológica, proporcionando principalmente sobre todo aminoácidos y proteínas.
Igualmente destaca hongos parásitos de diversas especies vegetales los cuales también son comestibles. Entre ellos podemos mencionar al Ustilago maydis, conocido en México como huitlacoche o cuitlacoche, una especie de hongo comestible parásito del maíz; o la Cyttaria espinosae, conocido en Chile como  digüeñe o dihueñe, un hongo comestible y parásito estricto y específico del árbol Nothofagus.
También se encuentra el ejemplo del hongo parásito Cyttaria darwinii, cuyo micelio se encuentra dentro de ramas o troncos de lengas, guindos y ñires. como respuesta a la presencia del hongo, el árbol produce una multiplicación celular anormal o tumoración llamada nudo de lenga. la estrategia del árbol para defenderse del hongo no llega a eliminarlo, ya que periódicamente fructifica en esferas cuyo color varía desde el blanco al anaranjado llamadas pan de indio. Es un parásito débil ya que las ramas mueren poco a poco, pero el árbol se mantiene vivo por mucho tiempo. las fructificaciones del hongo aparecen en primavera y permanecen hasta su maduración en la próxima primavera. otro parásito similar es el Llao - Llao (Cyttaria harioti). aparentemente ambos eran consumidos por los Yámanas en grandes cantidades.

#### Gírgolas (Pleurotus ostreatus)

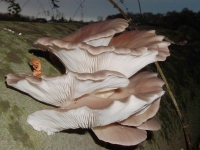
Foto de girgola (Pleurotus ostreatus)

Las gírgolas son hongos comestibles no convencionales de mayor consumo y cultivo. Son una variedad de hongos con gran riqueza nutricional, que pueden cultivarse en nuestros hogares para ser consumidas frescas, secas o en conserva. Existen básicamente dos técnicas para el cultivo de hongos. El cultivo en troncos y el cultivo en sustrato particulado, ya que las gírgolas son capaces de descomponer la lignina.

### Hongos enteógenos (hongos alucinógenos)

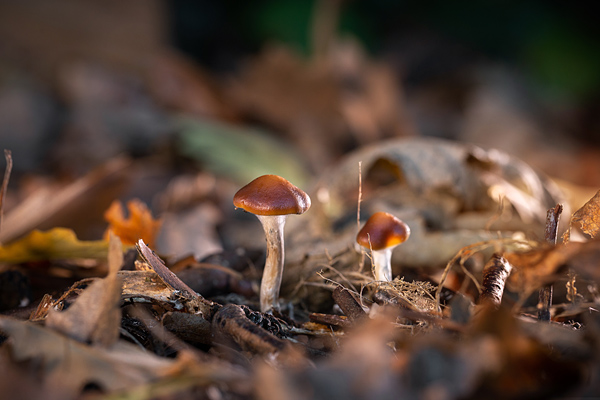
Psilocybe cyanescens, hongo psilocibio.

Los hongos enteógenos (con propiedades psicotrópicas) cobran particular importancia en Mesoamérica, debido a que se encuentran ampliamente distribuidos. Al igual que con los individuos del género Claviceps, los hongos alucinógenos, también llamados hongos psilocibios, han sido utilizados últimamente por la industria farmacéutica para la extracción de productos con fines psicoterapéuticos (psilocibinas y psilocinas). Algunos hongos señalados como tóxicos son en realidad enteógenos.

### Hongos medicinales

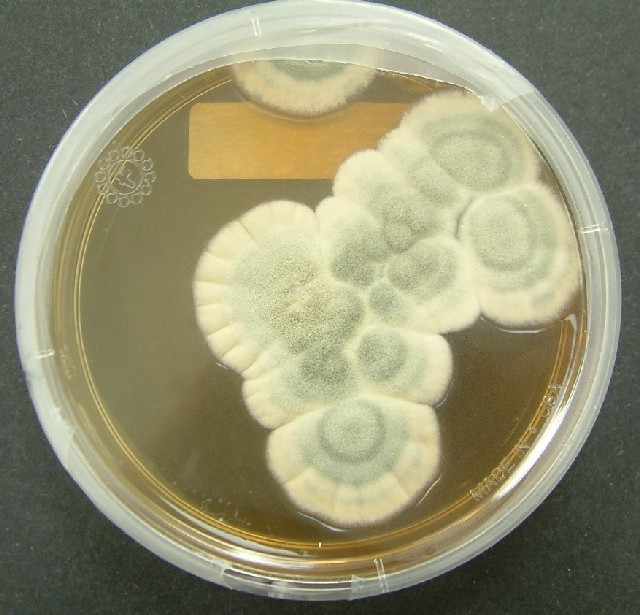
Penicilium notatum del cual se obtuvo la penicilina.

Desde el descubrimiento por Fleming de la penicilina como un metabolito del mecanismo antagónico que tienen los hongos contra otros microorganismos, se ha desarrollado una gran industria para el descubrimiento, separación y comercialización de nuevos antibióticos. La penicilina es un agente antibiótico muy importante descubierto por casualidad y a partir de este, cada año, se obtienen nuevos representantes. Entre los hongos medicinales más importantes destacan varias especies del género Penicillium, como el Penicillium notatum y Penicillium chrysogenicum, de los que se extrae la penicilina, Ganoderma lucidum, Trametes versicolor (o Coriolus v.), Agaricus blazei, Cordyceps sinensis y Grifola frondosa, entre muchos otros.

### Hongos contaminantes

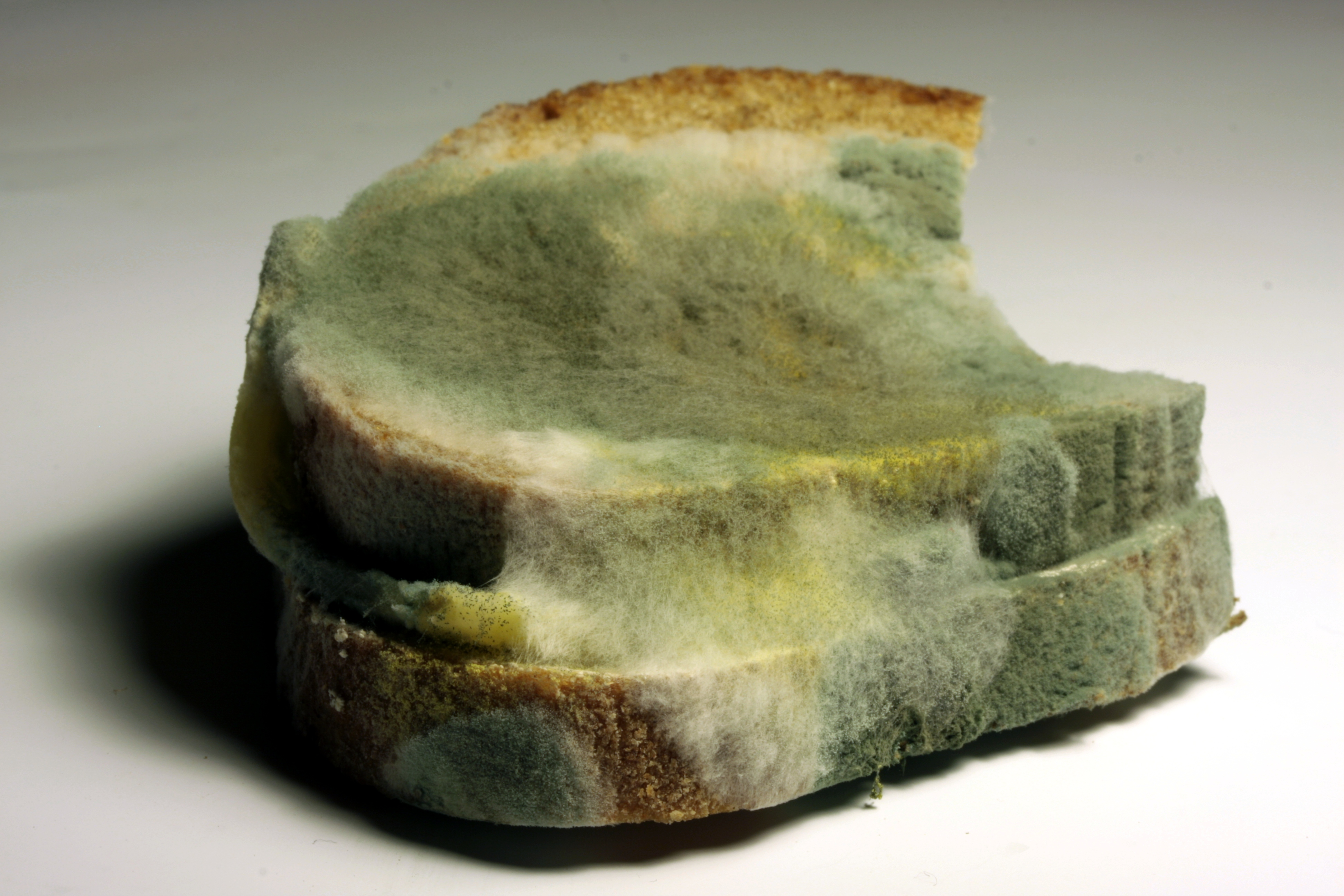
Los mohos son hongos contaminantes.

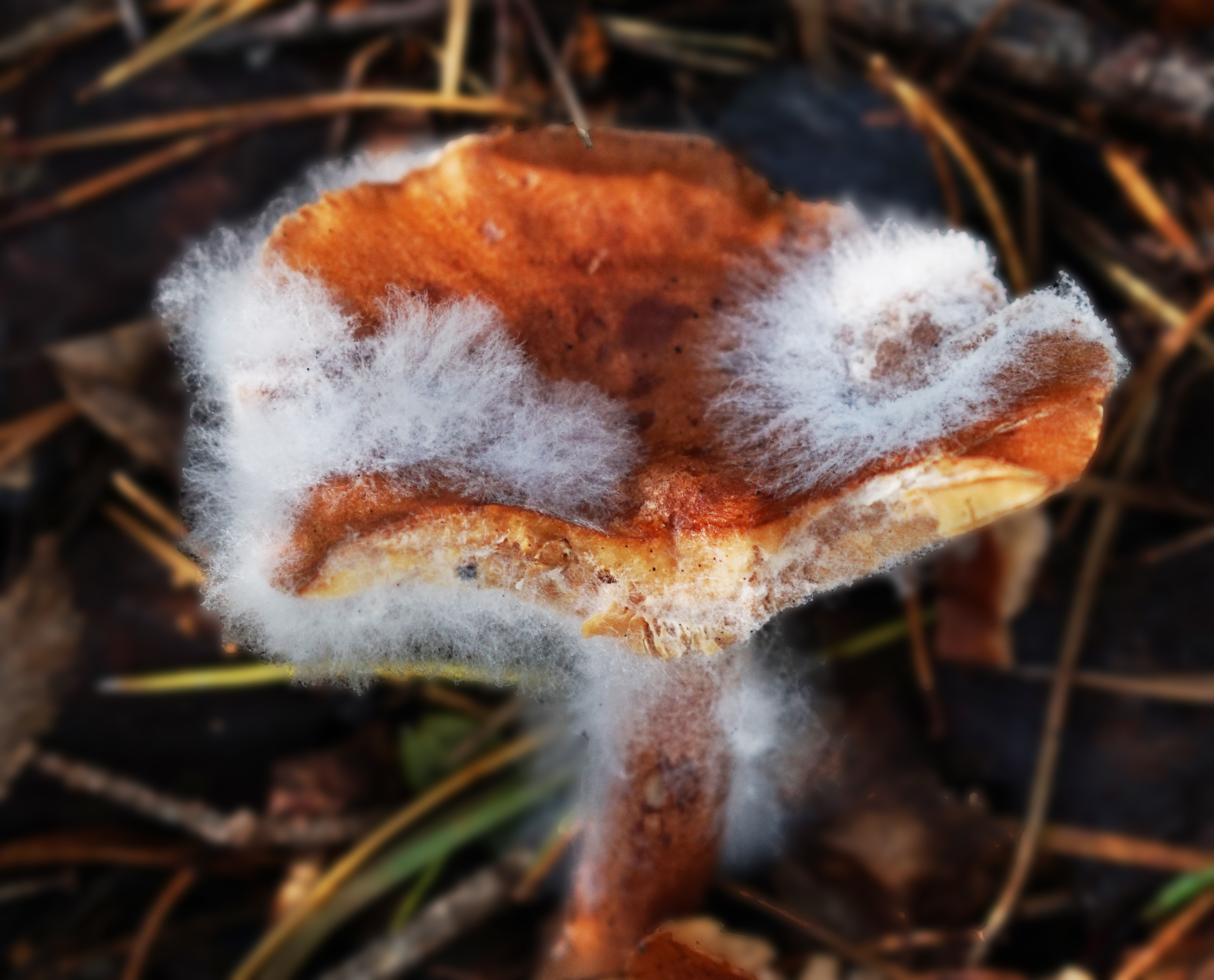
Moho creciendo sobre una seta.

Los hongos contaminantes resultan un grave problema para el ser humano; dentro de las setas cabe mencionar las que parasitan y pudren la madera, como Coniophara o las comúnmente denominadas "orejas". Sin embargo, el mayor perjuicio se obtiene de los hongos microscópicos, sobresaliendo los mohos que pueden atacar y degradar tanto materiales como alimentos. Los hongos y mohos que parasitan materiales de construcción y alimentos producen sustancias que, en ciertas concentraciones, pueden resultar perjudiciales para los animales y el ser humano.

### Hongos venenosos

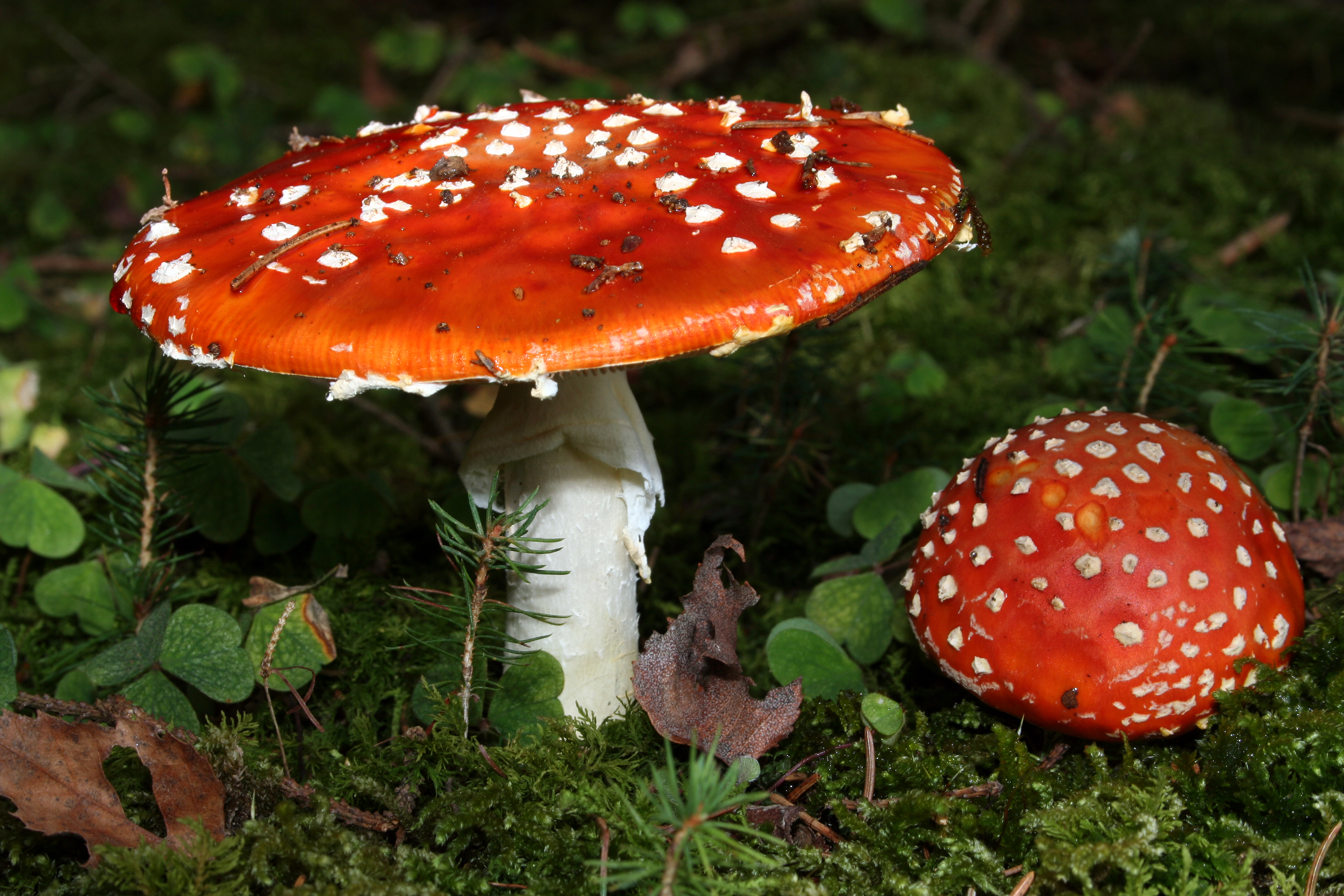
Amanita muscaria, hongo venenoso

En la naturaleza, solo ciertas variedades de hongos son comestibles, el resto son tóxicos por ingestión pudiendo causar severos daños multisistémicos e incluso la muerte. La micetología tiene estudios detallados sobre estas variedades de hongos. Especies como la Amanita phalloides, la Cortinarius orellanus, la Amanita muscaria, la Chlorophyllum molybdites, la Galerina marginata o la Lepiota helveola debido a sus enzimas tóxicas para el ser humano causan síntomas como: taquicardias, vómitos y cólicos dolorosos, sudor frío, exceso de sed y caídas bruscas de la presión arterial, excreciones sanguinolentas. La víctima contrae graves lesiones necróticas en todos los órganos especialmente en el hígado y el riñón. Estos daños son muchas veces irreparables y se requiere trasplante de órganos por lo general.
La identificación de las diferentes especies de hongos venenosos requiere el conocimiento visual de su morfología específica. No existe ninguna regla general válida para su reconocimiento.

## Parasitismo

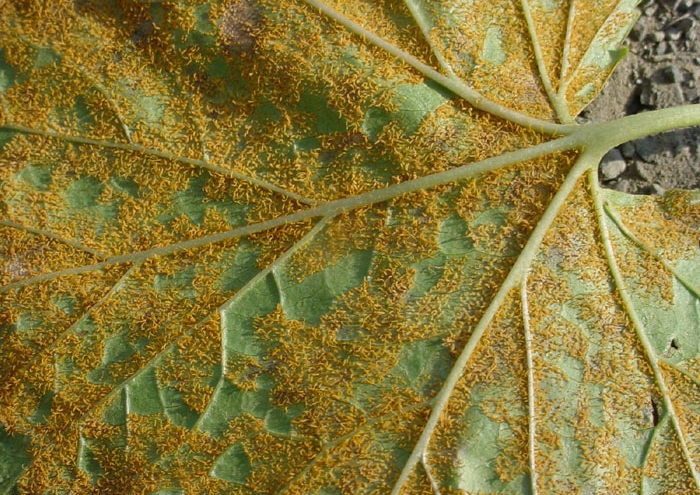
Cronartium ribicola un párasito de plantas.

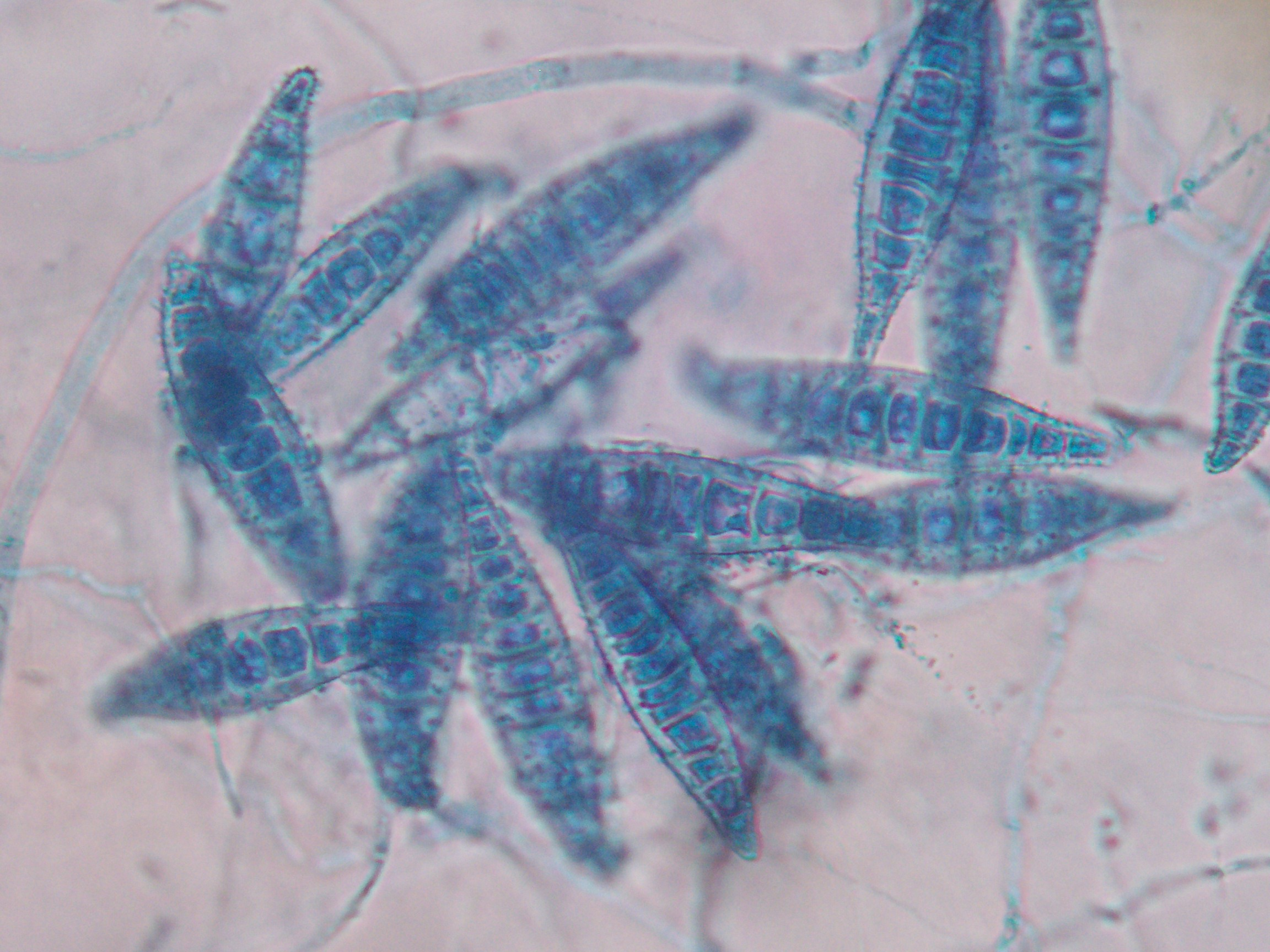
Microsporum canis un hongo que causa Dermatofitosis.

Si bien muchos hongos son útiles, otros pueden infectar a plantas o animales, perturbando su equilibrio interno y enfermándolos. Los hongos parásitos causan graves enfermedades en plantas y animales. Unos cuantos causan enfermedades al ser humano.
- Enfermedades vegetales: Los hongos causan enfermedades como el tizón del maíz, que destruye granos; los mildiús que infectan una gran variedad de frutas también son hongos. Las enfermedades micóticas causan la pérdida del 15 por ciento de las cosechas en las regiones templadas del mundo. En las regiones tropicales, donde la alta humedad favorece el crecimiento de los hongos, la pérdida puede llegar al 50 por ciento. Un claro ejemplo una enfermedad micótica conocida como la roya del trigo, afecta a uno de los cultivos más importantes en América del Norte.

Las royas se deben a un tipo de basidiomiceto que necesita dos plantas distintas para completar su ciclo de vida. El viento lleva a los trigales las esporas que la roya produce en el agracejo. Las esporas germinan en los trigales, infectan las plantas de trigo y producen otro tipo de espora que infecta al trigo, con lo que la enfermedad se propaga rápidamente. Ya avanzada la temporada de cosecha, la roya produce un nuevo tipo de espora negra y resistente, la cual sobrevive fácilmente al invierno. En la primavera, esta espora pasa por una fase sexual y reproduce esporas que infectan al agracejo, recomenzando nuevamente el ciclo. Por fortuna, una vez que los agrónomos entendieron el ciclo de vida de la roya, pudieron frenarla destruyendo los agracejos.
- Enfermedades humanas: Los hongos parásitos también infectan al ser humano. Un deuteromiceto puede infectar el área de entre los dedos de los pies y causar la infección conocida como pie de atleta. Los hongos forman un micelio directamente en las capas exteriores de la piel. Esto produce una llaga inflamada desde la que las esporas pasan fácilmente a otras personas. Cuando los hongos infectan otras áreas, como el cuero cabelludo, producen una llaga escamosa roja llamada tiña. El microorganismo Candida albicans, una levadura, puede trastornar el equilibrio interno del cuerpo humano y producir enfermedad micótica. Crece en regiones húmedas del cuerpo, sin embargo, el sistema inmunológico y otras bacterias competidoras normalmente la controlan.[103]
- Enfermedades animales: Las enfermedades micóticas también afectan a los animales. Un ejemplo destacado es la infección por un hongo entomopatógeno del género Cordyceps. Este hongo infecta a los saltamontes de las selvas de Costa Rica. Las esporas microscópicas germinan en el saltamontes y producen enzimas que poco a poco penetran el fuerte exoesqueleto del insecto. Las esporas se multiplican y digieren las células y los tejidos del insecto, hasta matarlo. Al final del proceso de digestión, nacen hifas que cubren el exoesqueleto en descomposición con una red de material micótico. Entonces salen estructuras reproductoras de los restos del saltamontes, que producen esporas y propagan la infección.[103]

## Micocultura

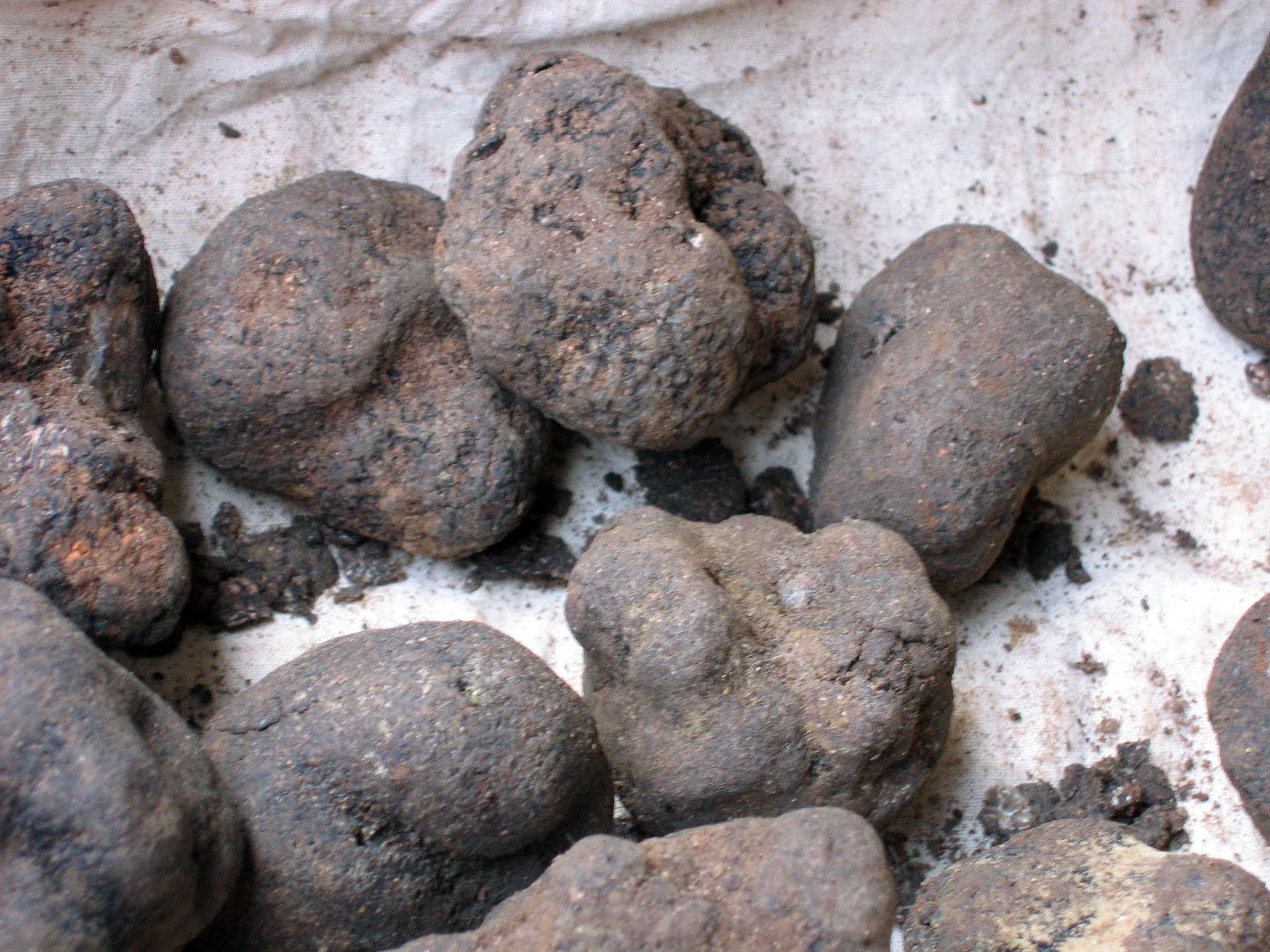
Trufas.

El cultivo de los hongos se llama micocultura, y se desarrolla por su interés económico o científico. En el primer caso se trata por ejemplo de especies comestibles de géneros como Agaricus o Pleurotus, o de especies saprotróficas que producen componentes activos (antibióticos) como la penicilina, producida por hongos del género Penicillium. Las levaduras son importantes en la producción de alimentos o bebidas fermentadas, especialmente las del género Saccharomyces, y también como organismos modelo en la investigación biológica.
Los hongos generalmente se desarrollan mejor en la semi oscuridad y en ambientes húmedos.
Entre los hongos que son cultivados, se encuentran los hongos culinarios como por ejemplo el champiñón o las trufas y otras variedades. Es posible igualmente cultivar o dejar que prosperen mohos para su estudio en casa o en la escuela. un ejemplo de ello es el observar sobre el pan humedecido como crece pronto un micelio de Rhizopus, que forma esporangios globosos y oscuros; y en la cáscara de los cítricos se desarrolla enseguida Penicillium, con sus características esporas verdeazuladas.
Sin embargo, es recomendable hacer estos estudios bajo la supervisión de un micólogo o especialista debido a que hay hongos que son altamente peligrosos. En general como precaución, se debe evitar el inhalar cantidades altas de esporas de hongos; ya que aunque muchas veces no son directamente infecciosos, si pueden causar alergias.